# HCP Z1
HCP Z1 – wagony pasażerskie produkowane w latach 1997–2015 przez zakłady H. Cegielski – Fabryka Pojazdów Szynowych dostosowane do wymagań UIC-Z1. Zbudowano kilkanaście typów wagonów tego standardu, w sumie 138 egzemplarzy. Głównym ich użytkownikiem jest PKP Intercity (136 wagonów). Swoje HCP Z1 posiadają także Koleje Białoruskie (2 wagony).

## Historia

### Geneza
Na przełomie lat 60. i 70. XX w. kolej w kilku państwach świata osiągnęła prędkość 200 km/h bądź wyższą, w związku z czym Polskie Koleje Państwowe również postanowiły wprowadzić pociągi kursujące z takimi prędkościami. Rozpoczęto przygotowania do przystosowania linii kolejowych do tych połączeń oraz opracowania taboru dużych prędkości – zarówno zespołów trakcyjnych, jak i lokomotyw i wagonów.

### Pierwsze wagony UIC-Z projektowane w Polsce

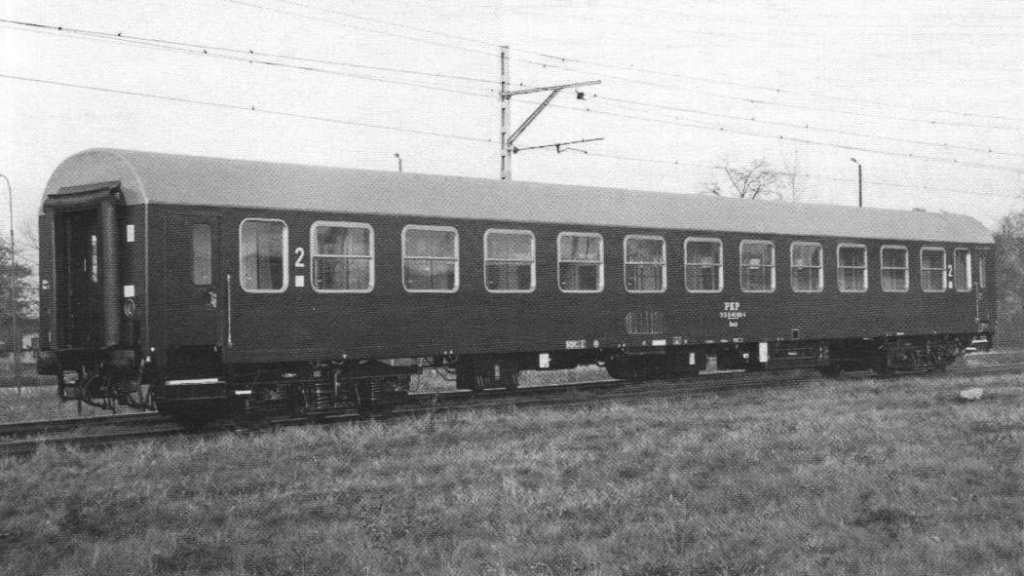
Pierwszy polski wagon standardu Z2 – 127A z 1980

W 1972 ówczesne Centralne Biuro Konstrukcyjne Przemysłu Taboru Kolejowego rozpoczęło prace nad projektem nowego wagonu osobowego o wysokim komforcie typu 122A. Pojazd ten miał być dostosowany do prędkości 200 km/h i wykorzystywany w krajowych i międzynarodowych pociągach ekspresowych. Jego konstrukcja miała spełniać obowiązujące wówczas wymagania dla wagonów standardu UIC-X. W tym samym czasie UIC prowadził studia nad nowymi wymaganiami dla przyszłościowych wagonów osobowych o podwyższonym komforcie i prędkości. W 1974 do wdrożenia przygotowany został standard UIC-Z bazujący po części na standardzie X, z którego zaczerpnięto długość 26,4 m oraz 6-osobowe przedziały. W związku z tym zdecydowano, że projektowany wagon typu 122A będzie spełniał najnowsze przepisy międzynarodowe. Ponadto w ramach standardu Z wprowadzono warianty Z1 i Z2, które różniły się między sobą prędkością maksymalną oraz kilkoma rozwiązaniami wyposażenia. Nowa polska konstrukcja miała odpowiadać obydwu tym wersjom, które chciano maksymalnie zunifikować. W Ośrodku Badawczo-Rozwojowym Pojazdów Szynowych, następcy CBK PTK, w pierwszej kolejności przystąpiono do prac nad wersją Z2. Mimo że miał to być pojazd na prędkość 160 km/h, to większość jego podzespołów była przystosowana do 200 km/h. Wagon miał być wyposażony w dwukanałowe ogrzewanie nawiewne i otwierane okna oraz zasilany energią elektryczną z prądnicy napędzanej z czopa osi zestawu kołowego. Następnie projektowano wersję Z1 z klimatyzacją i stałymi oknami oraz zasilaną z przetwornicy poprzez układ ogrzewania. Początkowo obydwie te wersje traktowano jako typ 122A, ale ostatecznie takie oznaczenie pozostawiono tylko dla wersji Z1, zaś wariantowi Z2 nadano typ 127A.
Seryjna produkcja wagonu typu 122A miała zostać uruchomiona pod koniec lat 70. Wyposażenie elektryczne oraz klimatyzacja, które miały zostać zastosowane w tym pojeździe, nie były jednak produkowane w PRL ani w żadnym innym kraju RWPG, natomiast ich import z krajów kapitalistycznych był niemożliwy ze względów finansowych. W związku z tym do 1975 opracowano jedynie założenia konstrukcyjne wagonu typu 122A, po czym prace nad tym pojazdem przerwano. W latach 1975–1976 opracowano natomiast pełną dokumentację konstrukcyjną wagonu typu 127A. W 1980 Pafawag zbudował dwa prototypowe egzemplarze – po jednym typu podstawowego 127A oraz zmodyfikowanego 127Aa. Konstrukcja i doświadczenia z eksploatacji tych wagonów były wykorzystywane także przez Zakłady Hipolita Cegielskiego przy budowie następnych pojazdów Z2. Na podstawie 127A w poznańskich zakładach powstały wagony 134Aa/b (w 1988 jako pierwsze trafiły do produkcji seryjnej), 136A, 139A, a także klimatyzowane 144A i 145A.

### Importowane Z1

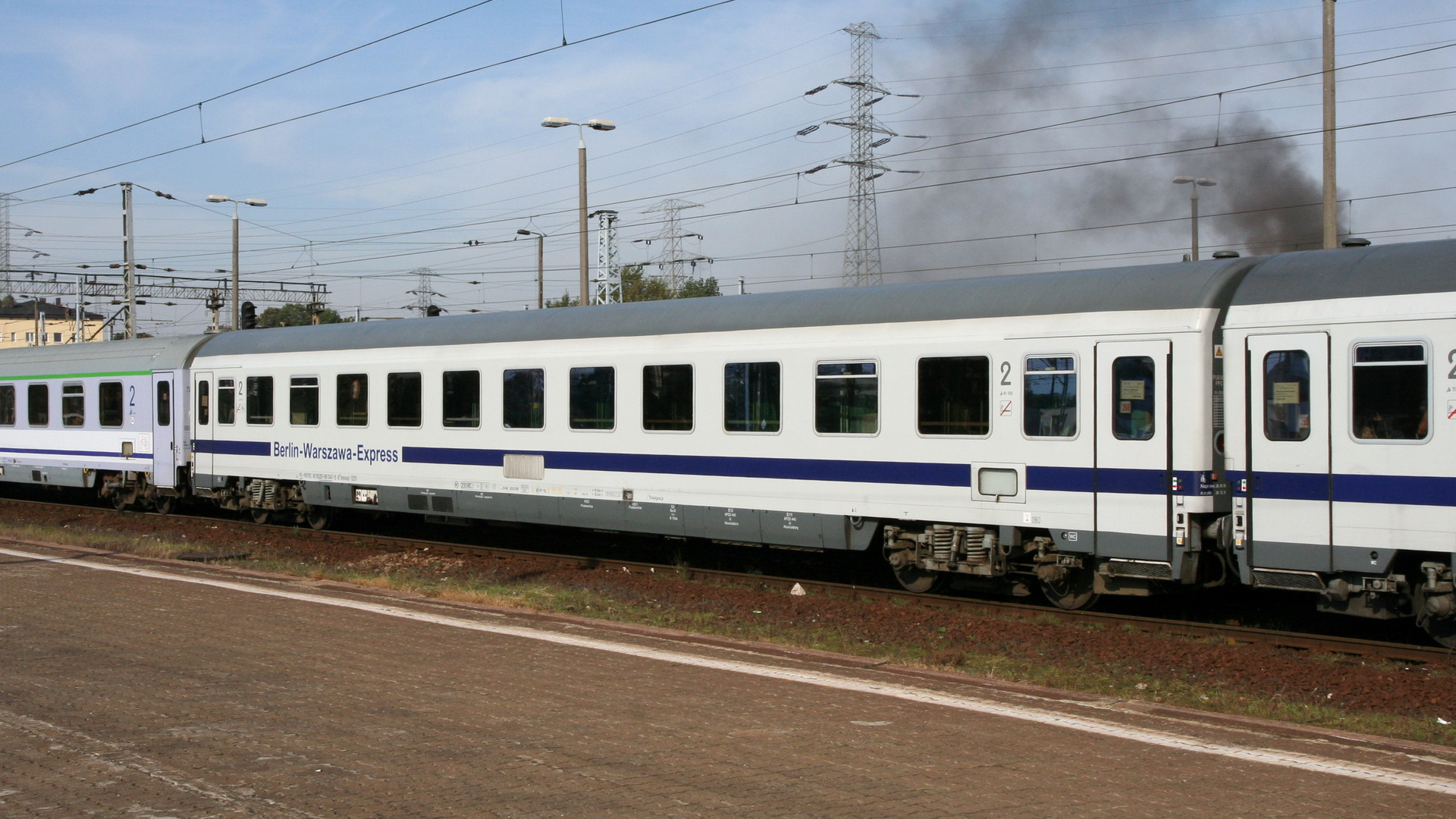
Wagon Z1 drugiej klasy produkcji ABB eksploatowany przez PKP Intercity

Pierwsze wagony typu Z1 w Polsce były zagranicznej produkcji – Adtranz/ABB. W III kwartale 1996 dostarczono dla PKP 15 przedziałowych wagonów pierwszej klasy typu ABB Z1A, a następnie do I kwartału 1997 również 35 wagonów drugiej klasy typu ABB Z1B. Wszystkie 50 sztuk wyprodukowano w Niemczech. Były to pierwsze wagony PKP dostosowane do prędkości 200 km/h.

### Cegielski buduje polskie Z1
W podobnym czasie powstały projekty trzech wagonów dostosowanych do prędkości 200 km/h – 150A, 152A i 154A. Jako pierwszy powstał we wrocławskiej fabryce Pafawag pojazd typu 150A osadzony na polskich wózkach 11ANa, zaprezentowany w 1996 na Międzynarodowych Targach Poznańskich. Wagon ten został przebudowany na typ 150C i przeznaczony do testów wózków kolejowych – najpierw 11ANa, a potem 11ANc.

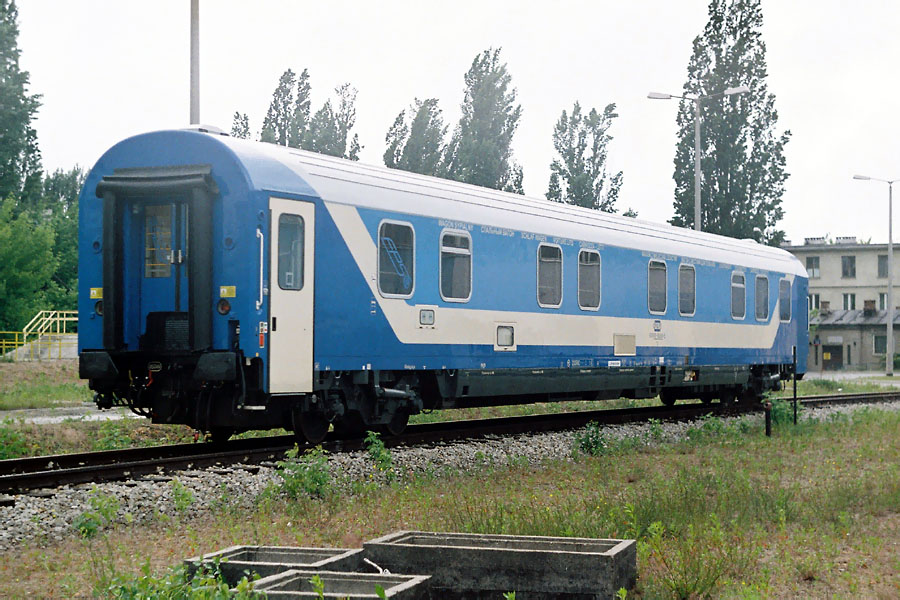
Wagon sypialno-kuszetkowy 305Ab wyprodukowany w 2000

Pierwszym seryjnym producentem wagonów UIC-Z1 w Polsce zostały zakłady HCP. Pierwotnie zakładano, że będą one produkowały wagony na licencji ABB Henschel. Polski producent opracował jednak własną konstrukcję w oparciu o typy 145A i 145Ab. 31 grudnia 1997 fabrykę w Poznaniu opuściło pierwsze sześć bezprzedziałowych wagonów pierwszej klasy typu 152A, a niedługo potem pierwsze bezprzedziałowe drugiej klasy typu 154A. W nowych wagonach najpierw stosowano wózki zagraniczne, później rozpoczęto montowanie polskich 25ANa zaprojektowanych przez ZNTK Poznań. W 2000 powstały dwa wagony klasy biznes typu 145Ac i pierwszy wagon sypialny Z1 – jeden egzemplarz 305Ab. W 2004 PKP przebudowało cztery 152A na 152Az (tzw. sliperetki na potrzeby EC Jan Kiepura), a HCP-FPS wyprodukował kolejne wagony sypialne Z1 jako typ 305Ad. W 2009 HCP-FPS z Poznania zaprezentował pierwszy wagon Z1 nowej generacji – 158A, który zapoczątkował serię wagonów wyposażonych m.in. w ciśnieniowo-szczelne przejścia międzywagonowe i ze zmienionym w stosunku do poprzedników stylem aranżacji wnętrza. Do 2013 HCP-FPS pozostawał jedynym w Polsce producentem fabrycznie nowych wagonów dostosowanych do prędkości 200 km/h.
W ramach modernizacji wagon Z1 powstał także w zakładach Newagu – w 2011 producent ten zaprezentował prototypową kuszetkę 134Ac, będącą modyfikacją 134Ab standardu Z2, wzbogaconą m.in. o nowe wózki 70RSTb dostosowane do prędkości 200 km/h i klimatyzację.

### Rodzina wózków 25ANa
Historia produkcji wagonów Z1 przez zakłady Cegielskiego wiąże się nierozerwalnie z wprowadzeniem do eksploatacji polskich wózków dostosowanych do prędkości 200 km/h. Rodzina wózków 25AN powstała na początku lat 90. i obejmuje typy zaprojektowane do prędkości maksymalnej od 130 do 300 km/h, różniące się wyposażeniem dodatkowym. Montowano je najpierw testowo w różnych wagonach (np. 111Ay, 112Am, 112Ar, 113A) i w prototypowym ED73, jednak nie znalazły one przez dłuższy czas szerszego zastosowania w pojazdach PKP.
17 i 18 kwietnia 1999 przeprowadzono testy odmiany 25ANa na Centralnej Magistrali Kolejowej. Testowy wózek zamontowano pod wagonem typu 154A, a pociąg prowadziła lokomotywa EU43-001, która również podlegała ocenie przed planowanym wówczas wprowadzeniem do eksploatacji w Polsce. W czasie prób pobito rekord Polski dla składu lokomotywy z wagonami osiągając 222 km/h. Z obawy o sieć trakcyjną nie próbowano osiągać większych prędkości, mimo iż zabiegali o to konstruktorzy lokomotywy i testowanego wózka. 25ANa został zaprojektowany do prędkości 250 km/h, dopuszczony natomiast do prędkości 200 km/h. Ryszard Suwalski, główny konstruktor wózka, otrzymał na targach Trako ’99, w dowód uznania za pozytywny wynik testów, nagrodę Ernesta Malinowskiego. Ten sam konstruktor zaprojektował także inny wózek dostosowany do prędkości 200 km/h – 70RSTb wykorzystany przez Newag w prototypie 134Ac zaprezentowanym w 2011.
Wózek 25ANa, wyprodukowany przez ZNTK Poznań, po raz pierwszy zastosował seryjnie FPS w wagonie 154Aa w 1999. W 1999 wydano dopuszczenie dla 25ANa na okres do 31 grudnia 2001 i do tego czasu był on pod nadzorem Centrum Naukowo-Technicznego Kolejnictwa z Warszawy. Wszystkie próby przebiegły pomyślnie i 17 grudnia 2001 Główny Inspektor Kolejnictwa wystawił 8-letnie świadectwo dopuszczenia do eksploatacji z prędkością 200 km/h wózków typów 25ANa, 25ANa1, 25ANa2, 25ANa3 i 25ANap. W 2010 przedłużono dopuszczenie dla wózka ZNTK Poznań na czas nieokreślony. W późniejszym czasie prawo do ich produkcji przejęła FPS i stała się wyłącznym producentem.

### Polski Tabor Szynowy

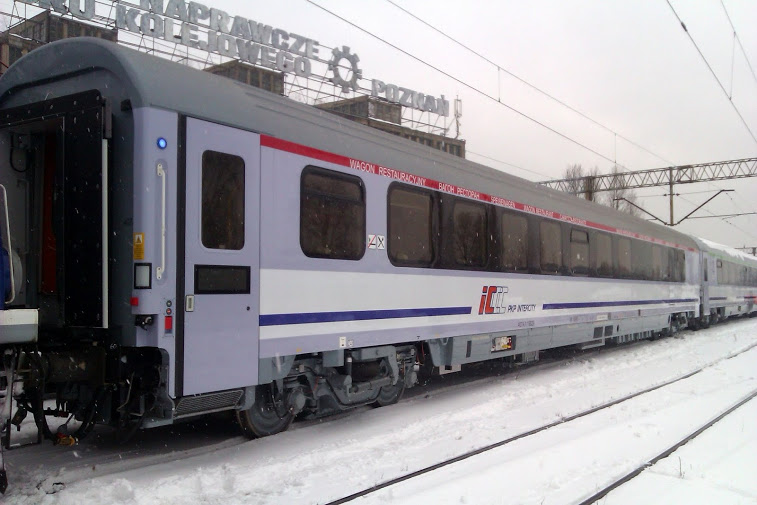
Wagon 407A oczekujący na sprzedaż poza grupę ARP

W 2010 właścicielem Fabryki Pojazdów Szynowych H. Cegielski została Agencja Rozwoju Przemysłu. Rok później, w lipcu 2011, powstała spółka Polski Tabor Szynowy (wcześniejsza nazwa FPW Inwest) w ramach grupy ARP. Jej rolą miało być wspieranie produkcji nowych wagonów w FPS oraz ich wprowadzanie na polski rynek. PTS nabył od producenta 20 wagonów (4×156A, 2×157Aa, 4×158A, 8×159A i 2×407A), które były pomalowane w barwy PKP Intercity. Trzy wspomniane przedsiębiorstwa (PTS, ARP i FPS) złożyły wspólną ofertę w przetargu na 20 wagonów dla PKP Intercity. 25 czerwca 2013 otwarto oferty w tym postępowaniu, na które swoją ofertę nadesłała również Pesa Bydgoszcz. W listopadzie 2014 PKP IC wybrało ofertę konsorcjum PTS, ARP i FPS. Od podpisania umowy zwycięzca miał mieć 18 miesięcy na dostarczenie wagonów, jednak do podpisania umowy wówczas nie doszło. W styczniu 2015 Urząd Zamówień Publicznych nakazał unieważnić przetarg ze względu na połączenie w jednym zamówieniu dostaw i usług z zupełnie różnych branż, tj. dostawy wagonów kolejowych oraz usługi sfinansowania ich zakupu. PKP IC odwołało się od tej decyzji i w połowie lutego Krajowa Izba Odwoławcza uznała, że zamówienie jest zgodne z prawem. Ostatecznie 15 maja 2015 doszło do podpisania umowy zakupu.

### Zamówienie z 2018 roku
27 lutego 2018 PKP Intercity podpisało z Fabryką Pojazdów Szynowych umowę na dostawę kolejnych 55 wagonów (5 wagonów przedziałowych pierwszej klasy, 18 wagonów bezprzedziałowych drugiej klasy, 18 wagonów przedziałowych drugiej klasy, 7 wagonów bezprzedziałowych drugiej klasy z wieszakami na rowery oraz 7 wagonów przedziałowych drugiej klasy przystosowanych do przewozu osób niepełnosprawnych) z opcją na kolejnych 26 wagonów. 30 maja 2019 poinformowano o rozszerzeniu zamówienia o 26 dodatkowych wagonów w ramach opcji.

### Zamówienie z 2024 roku
17 lipca 2024 PKP Intercity podpisało z Fabryką Pojazdów Szynowych umowę na dostawę kolejnych 300 wagonów wraz z opcją na 150 dodatkowych. Zamówienie objęło następujące wagony:
- 80 wagonów bezprzedziałowych 2. klasy,
- 40 wagonów przedziałowych 2. klasy,
- 40 wagonów bezprzedziałowych 2. klasy z miejscami do przewozu rowerów,
- 38 wagonów przedziałowych 1. klasy z wydzieloną częścią bezprzedziałową,
- 38 wagonów przedziałowych 2. klasy z miejscami dla osób z niepełnosprawnościami,
- 38 wagonów restauracyjnych,
- 26 wagonów dzienno-nocnych, które zapewnią wygodne przejazdy w nocy[47].

### Prezentacje na targach i nagrody

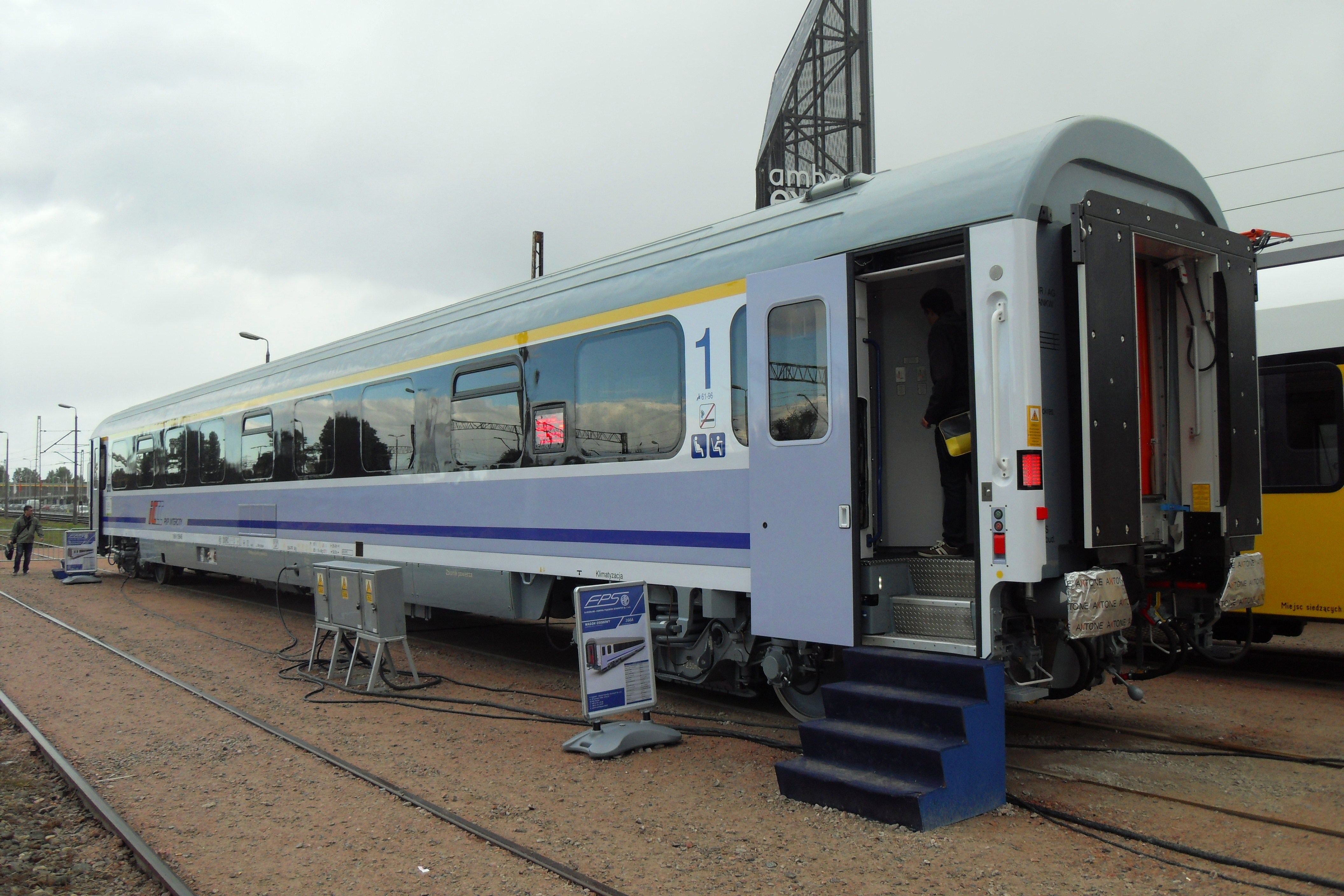
166A na targach Trako 2013

Podczas Międzynarodowych Targów Poznańskich wagony typu 152A (1998) i 305Ad (2004) zostały nagrodzone złotymi medalami. Wagon 154A otrzymał Grand Prix Drugich Międzynarodowych Targów Kolejnictwa „Kolej ’98” w Bydgoszczy.
Poza tym na 72 MTP (2000) prezentowany był wagon 305Ab, w 2009 na targach Trako zaprezentowano po raz pierwszy wagon 158A. Na targach Trako 2013 swoją premierę miał wagon 166A oraz zaprezentowany został także 156A.

## Konstrukcja

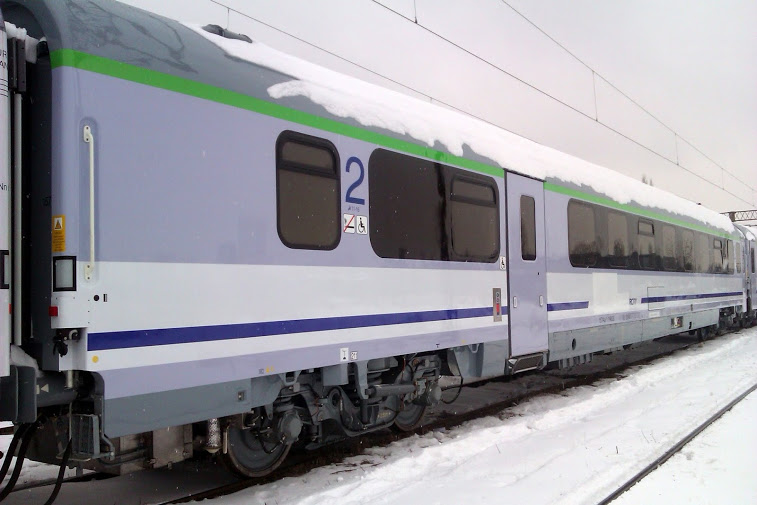
157Aa ma specjalne drzwi dla użytkowników wózków inwalidzkich

Pierwsze wagony Z1 (m.in. 152A, 154A i 145Ac) FPS budował jako konstrukcyjne rozwinięcie wagonów 145A i 145Ab (standardu Z2). Później producent zaprojektował od podstaw inną konstrukcję pudła, zaprezentowaną po raz pierwszy w 158A.

### Pudło
Pudła wagonów są samonośną konstrukcją nadwozia wraz z podwoziem, wykonaną ze stali o podwyższonej wytrzymałości i oporności na korozję. Wagony są wyciszone i izolowane termicznie przez niepalną wełnę mineralną.
Wagony wyposażone są w odskokowo-przesuwne drzwi boczne. W większości zastosowano po dwoje drzwi na stronę na obu końcach wagonu. Wyjątkami są 157A (z wejściem dedykowanym dla podróżujących na wózkach inwalidzkich), sypialne 305Ab, 305Ad i 305Ad2 oraz restauracyjny 407A (po jednej parze drzwi na stronę).
W wagonach od 156A do 159A, 166A i 167A dodatkowo zastosowano (w 158A po raz pierwszy w Polsce) szczelne połączenia międzywagonowe o podwyższonym komforcie. Są one kompatybilne ze starszymi przejściami, ale bez zachowania szczelności. W wymienionych wagonach zastosowano dodatkowo powłokę malarską anty-graffiti.
Do umieszczania zewnętrznych tablic kierunkowych w 145Ac, 152A, 154A i 305Ab zamontowano w pobliżu drzwi bocznych zamykane kieszenie (widoczne np. na zdjęciu 145Ac). W późniejszych wagonach informacja o relacji umieszczana jest na wyświetlaczach.

### Wózki

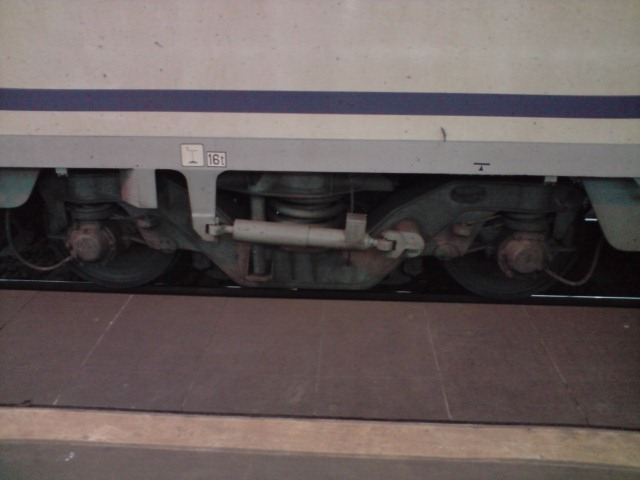
25ANa – pierwsze wózki dla 200 km/h montowane przez FPS

Standard UIC-Z1 wymaga wózków dostosowanych do prędkości 200 km/h. FPS montował pierwotnie wózki MD 524 (152A w latach 1997–1998) i SGP 300-RS/3S (154A w latach 1998–1999). W 1999 pojawiły się pierwsze wagony (154Aa) na polskich wózkach 25ANa projektu ZNTK Poznań. W kolejnych wagonach Z1 Cegielski montował już wózki z tej rodziny. Wyjątkiem pozostaje wagon sypialny 305Ad2 przystosowany do poruszania się na normalnotorowych wózkach GP200N i szerokotorowych TWZCNII. Te ostatnie przystosowane są do jazdy z prędkością nieprzekraczającą 160 km/h, więc poniżej standardu Z1.
Wózki MD524, SGP 300-R3/3S i 25ANa wyposażone są w hamulce tarczowe i szynowe z systemem przeciwpoślizgowym. Na każdej osi zamontowano po trzy tarcze hamulcowe. Średnica nowych kół wynosi 920 mm.
Wózki rodziny 25AN mają standardowo na obu poziomach zawieszenia sprężyny śrubowe. W wagonie barowym 407A zastosowano odmianę 25ANap, gdzie jednym ze stopni usprężynowania jest poduszka pneumatyczna.

### Przestrzeń pasażerska

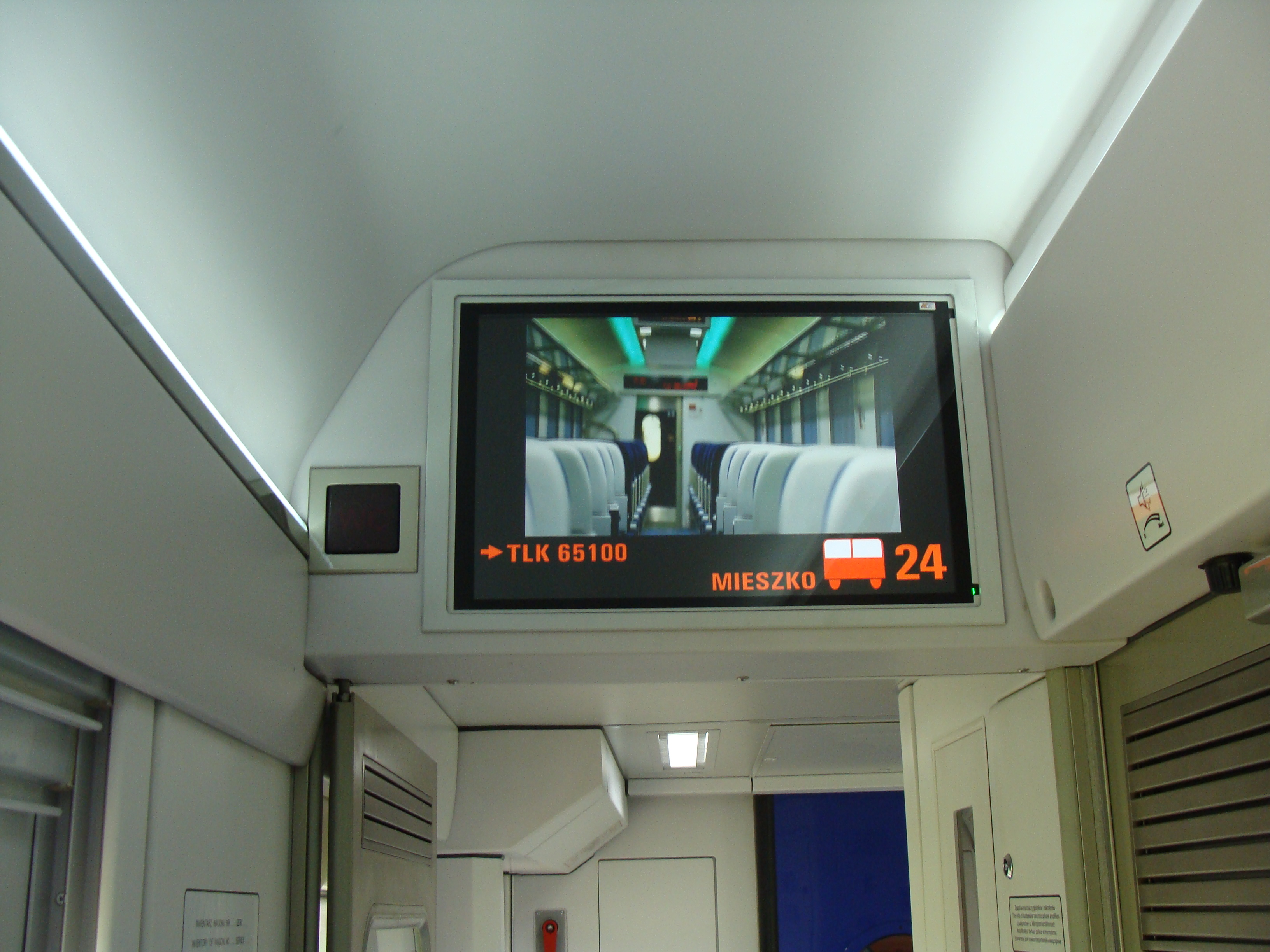
Podsufitowy monitor SIP w 156A (pierw. 166A)

Przestrzeń pasażerską wagonów wyposażono zgodnie z wymaganiami dla klasy UIC-Z1. Temperatura wewnątrz wagonów jest regulowana przez automatyczną jednokanałową klimatyzację. Wyjątkiem jest 407A, który wyposażono w klimatyzację wielokanałową.
Typy od 156A do 159A, 166A, 167A i 407A mają wieloczęściowy system informacyjny wewnątrz wagonu: monitory przy suficie i w przedsionkach oraz (z wyjątkiem restauracyjnego 407A) wyświetlacze informujące o rezerwacji miejsc. W 166A i 167A SIP jest sprzężony z systemem GPS, co umożliwia przedstawienie aktualnego położenia wagonu na trasie.
Wszystkie wagony Z1 Cegielskiego są wyposażone w toalety w systemie zamkniętym. Typy od 156A do 159A, 166A i 167A mają w toaletach elektryczne suszarki do rąk.

### System diagnostyki

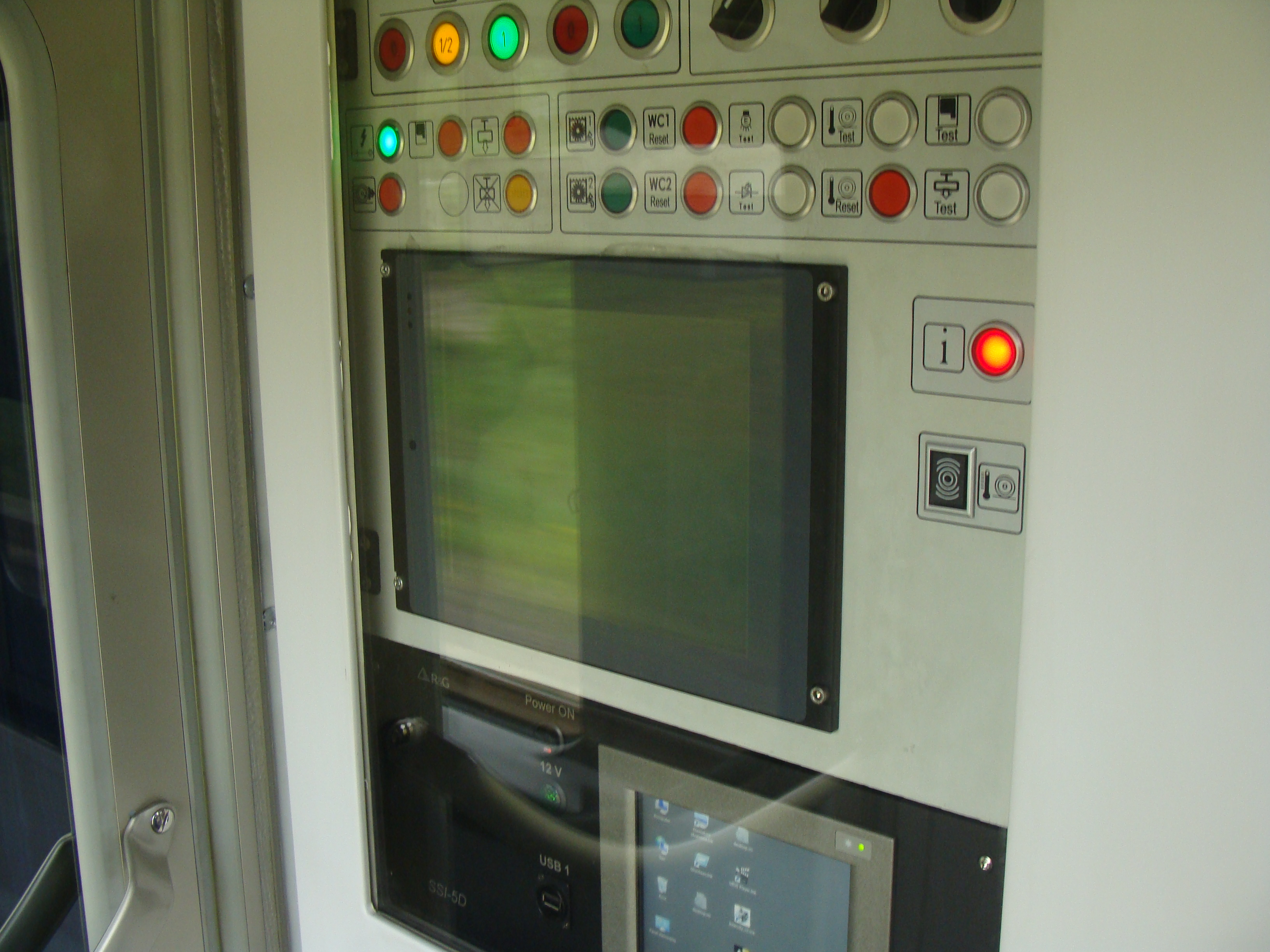
Szafa diagnostyczna w 156A (pierw. 166A)

W typach od 156A do 159A, 166A, 167A i 407A zastosowano system kontrolujący podzespoły wagonu. Dane można odczytywać poprzez terminal umieszczony w szafie elektrycznej wagonu.

### Wersje
| Typ                | Lata budowy | Wózki         | Masa    | Rodzaj            | Liczba przedziałów | Liczba przedziałów | Liczba przedziałów | Liczba przedziałów      | Liczba miejsc | Liczba miejsc | Liczba miejsc | Liczba miejsc           |                     |
| Typ                | Lata budowy | Wózki         | Masa    | Rodzaj            | 2 kl.              | 1 kl.              | biznes             | przewóz osób na wózkach | 2 kl.         | 1 kl.         | biznes        | przewóz osób na wózkach |                     |
| ------------------ | ----------- | ------------- | ------- | ----------------- | ------------------ | ------------------ | ------------------ | ----------------------- | ------------- | ------------- | ------------- | ----------------------- | ------------------- |
| 145Ac              | 2000        | 25ANa1        | 52 t    | przedziałowy      | –                  | –                  | 9                  | –                       | –             | –             | 36            | –                       | [ 3 ]               |
| 152A               | 1997–1998   | MD 524        | 55 t    | bezprzedziałowy   | –                  | 2                  | –                  | –                       | –             | 54            | –             | –                       | [ 1 ]               |
| 152Aa              | 2000, 2003  | 25ANa         | 55 t    | bezprzedziałowy   | –                  | 1                  | –                  | –                       | –             | 54            | –             | –                       | [ 1 ]               |
| 154A               | 1998–1999   | SGP 300-RS/3S | 50–52 t | bezprzedziałowy   | 1                  | –                  | –                  | –                       | 80            | –             | –             | 1                       | [ 2 ]               |
| 154Aa              | 1999–2002   | 25ANa         | 50–52 t | bezprzedziałowy   | 1                  | –                  | –                  | –                       | 80            | –             | –             | 1                       | [ 2 ]               |
| 156A               | 2011–?      | 25ANa         | 50 t    | przedziałowy      | –                  | 6                  | 3                  | –                       | –             | 36            | 12            | –                       | [ 4 ] [ 59 ]        |
| 156A (pierw. 166A) | 2013        | 25ANa         | 52 t    | przedziałowy      | –                  | 9                  | –                  | –                       | –             | 54            | –             | –                       | [ 6 ]               |
| 156A (pierw. 167A) | 2014        | 25ANa         | 52 t    | przedziałowy      | 9                  | –                  | –                  | 1                       | 56            | –             | –             | 2                       | [ 6 ]               |
| 157Aa              |             | 25ANa         | 52 t    | przedziałowy      | 8                  | –                  | –                  | 1                       | 50            | –             | –             | 2                       | [ 5 ]               |
| 158A               | 2009–?      | 25ANa         | 50 t    | bezprzedziałowy   | –                  | 1                  | –                  | –                       | –             | 54            | –             | –                       | [ 4 ] [ 29 ]        |
| 158A (pierw. 164A) |             |               |         | bezprzedziałowy   | –                  | 1                  | –                  | –                       | –             | 54            | –             | –                       | [ 60 ] [ 61 ]       |
| 159A               | 2010–?      | 25ANa         | 50 t    | bezprzedziałowy   | 1                  | –                  | –                  | –                       | 72            | –             | –             | –                       | [ 4 ]               |
| 159A (pierw. 165A) | 2014–2015   | 25ANa         | 52 t    | bezprzedziałowy   | 1                  | –                  | –                  | –                       | 72            | –             | –             | –                       | [ 61 ]              |
| 305Ab              | 2000        | 25ANa         |         | sypialny/kuszetka | 6/2                | 6/2                | 2                  | –                       | 18/12         | 18/12         | 4             | –                       | [ 27 ] [ 50 ]       |
| 305Ad              | 2003–2004   | 25ANa/4       | 55 t    | sypialny          | 8 + 1              | 8 + 1              | 2                  | –                       | 24 + 1        | 24 + 1        | 4             | –                       | [ 27 ] [ 7 ] [ 19 ] |
| 305Ad2             | 2008–?      | GP200N        |         | sypialny          | 10 + 2             | 10 + 2             | –                  | –                       | 30 + 2        | 30 + 2        | –             | –                       | [ 8 ]               |
| 407A               |             | 25ANap        | 57 t    | restauracyjny     | –                  | –                  | –                  | –                       | 36            | 36            | –             | –                       | [ 9 ]               |

#### Wagony przedziałowe pierwszej i biznes klasy (145Ac i 156A)

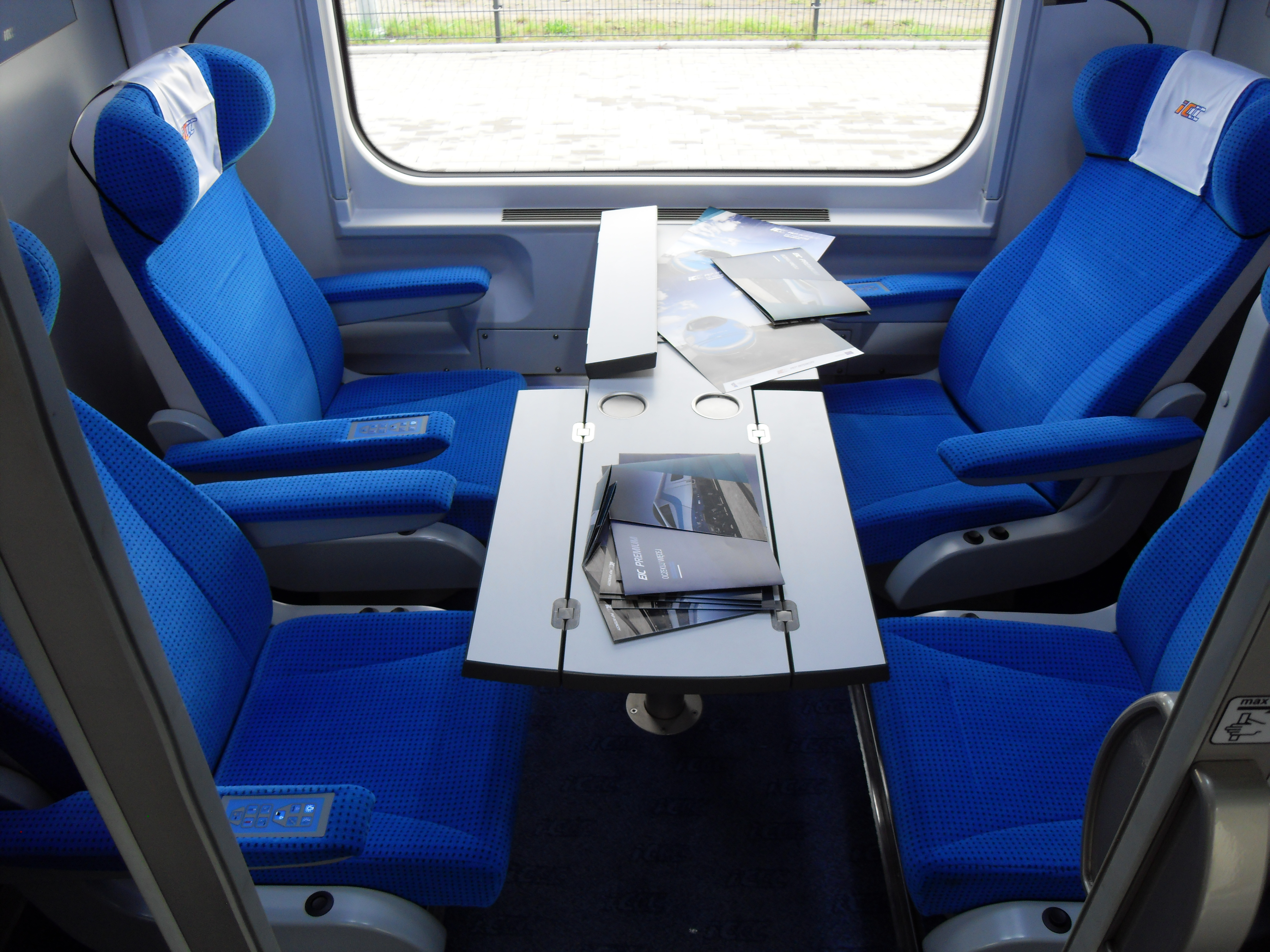
Wnętrze klasy biznes w 156A

Wagon 145Ac ma wyłącznie przedziały typu biznes. Każdy przedział wyposażony jest w cztery fotele, rozkładany stół i dwie szafy na odzież.
Siedzenia można dosuwać o ok. 20 cm w kierunku stołu. W wagonie znajduje się jedna toaleta, a na drugim końcu znajduje się przedział służbowy wykorzystywany przy obsłudze podróżnych. Siedzenia do pierwszego egzemplarza dostarczyła firma TAPS Łódź, a do drugiego Growag. Producentem drzwi bocznych był IFE Waidhofen/Ybbs.
W wagonie 156A przedziały klasy pierwszej ulokowane są na końcach wagonu, a klasy biznes w środku. Te ostatnie przedziały od standardowych przedziałów klasy pierwszej, poza mniejszą liczbą siedzeń, odróżnia: możliwość dowolnej regulacji siedzeń, duży centralnie położony stolik i indywidualne lampki.
Wagon 156A (pierw. 166A) ma dziewięć przedziałów pierwszej klasy. Fotele wyposażono w mechanizm regulacji pochylenia oparcia przy stałym kącie z siedziskiem (tzw. kołyska). Przy każdym siedzeniu znajduje się gniazdko elektryczne.

#### Wagony przedziałowe drugiej klasy (157Aa i 156A)
Wagon 157Aa to przedziałowy wagon drugiej klasy z miejscami dla niepełnosprawnych. W wagonie znajduje się 8 sześcioosobowych przedziałów 2 klasy oraz przedział dla 2 osób niepełnosprawnych i 2 osób towarzyszących. W wagonie znajdują się 2 toalety w systemie zamkniętym, w tym jedna dostosowana dla osób niepełnosprawnych. Pomiędzy strefą dla osób niepełnosprawnych a strefą 2 klasy jest przedsionek z odpowiednio szerszą parą drzwi z możliwością zabudowy wind umożliwiających transport osób niepełnosprawnych z poziomu peronów do wnętrza wagonu. Druga para drzwi znajduje się na końcu wagonu za przedziałami 2 klasy.
Wagon 156A (pierw. 167A) to 10-przedziałowy wagon klasy drugiej. Dziewięć z nich ma po sześć siedzeń, dziesiąty dwa stałe siedzenia i dwa miejsca dla wózków inwalidzkich. Wagony te ponadto wyposażone są w wykładane pomosty umożliwiające wjazd wózków oraz powiększone toalety, w których dodatkowo znajdują się przewijaki dla niemowląt.

#### Wagony bezprzedziałowe pierwszej klasy (152A i 158A)

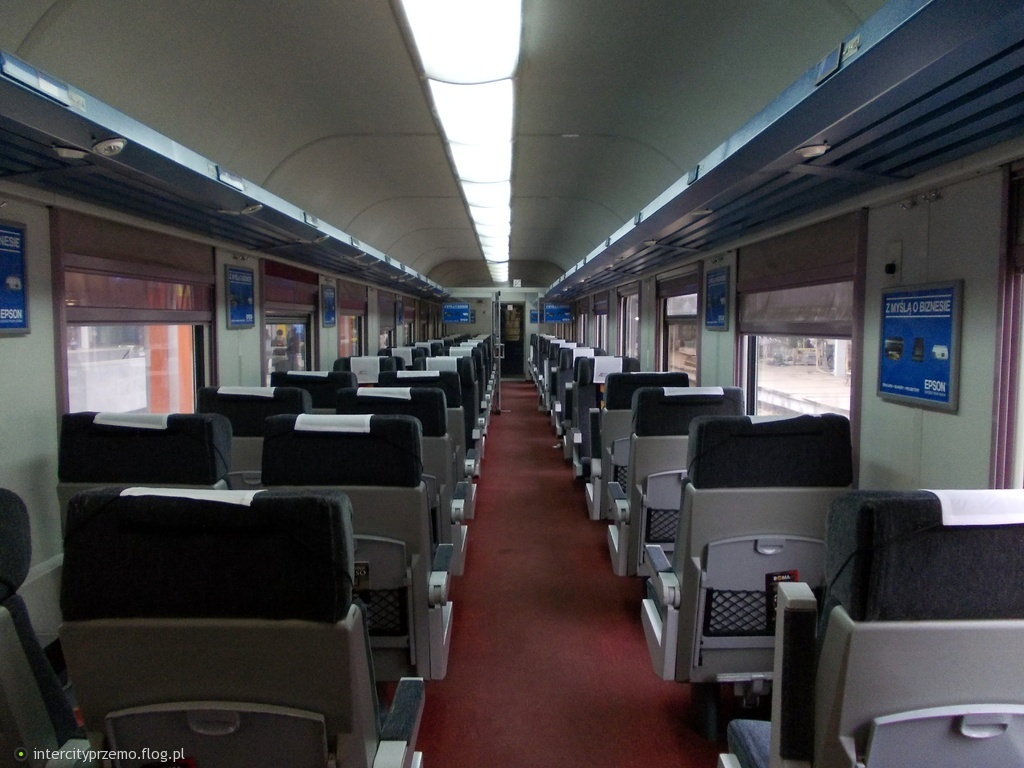
Bezprzedziałowe wnętrze 152A

Bezprzedziałowy wagon pierwszej klasy. Ma 54 siedzenia (prod. Growag) ustawione w układzie 2+1. 24 z nich wyposażono w rozkładane stoliki. W typie 152A przestrzeń pasażerską podzielono obrotowymi szklanymi drzwiami na część dla palących (18 miejsc) i niepalących (36). W typie 152Aa nie montowano już podobnych drzwi. Do 2000 w wagonach montowano drzwi boczne IFE Waidhofen/Ybbs, a w 2003 z Gebr. Bode Kassel.
Pojazd typu 158A to wagon bezprzedziałowy 1 klasy, we wnętrzu którego znajdują się 54 fotele w układzie szeregowym schodzącym się ku środkowi wagonu. Przejście przez wagon jest pomiędzy fotelami, po jednej stronie przejścia jest jedna kolumna foteli, a po drugiej stronie dwie. Nad oknami znajdują się półki bagażowe do których zamontowano indywidualne oświetlenie każdego z miejsc oraz wyświetlacze elektronicznego systemu rezerwacji miejsc.

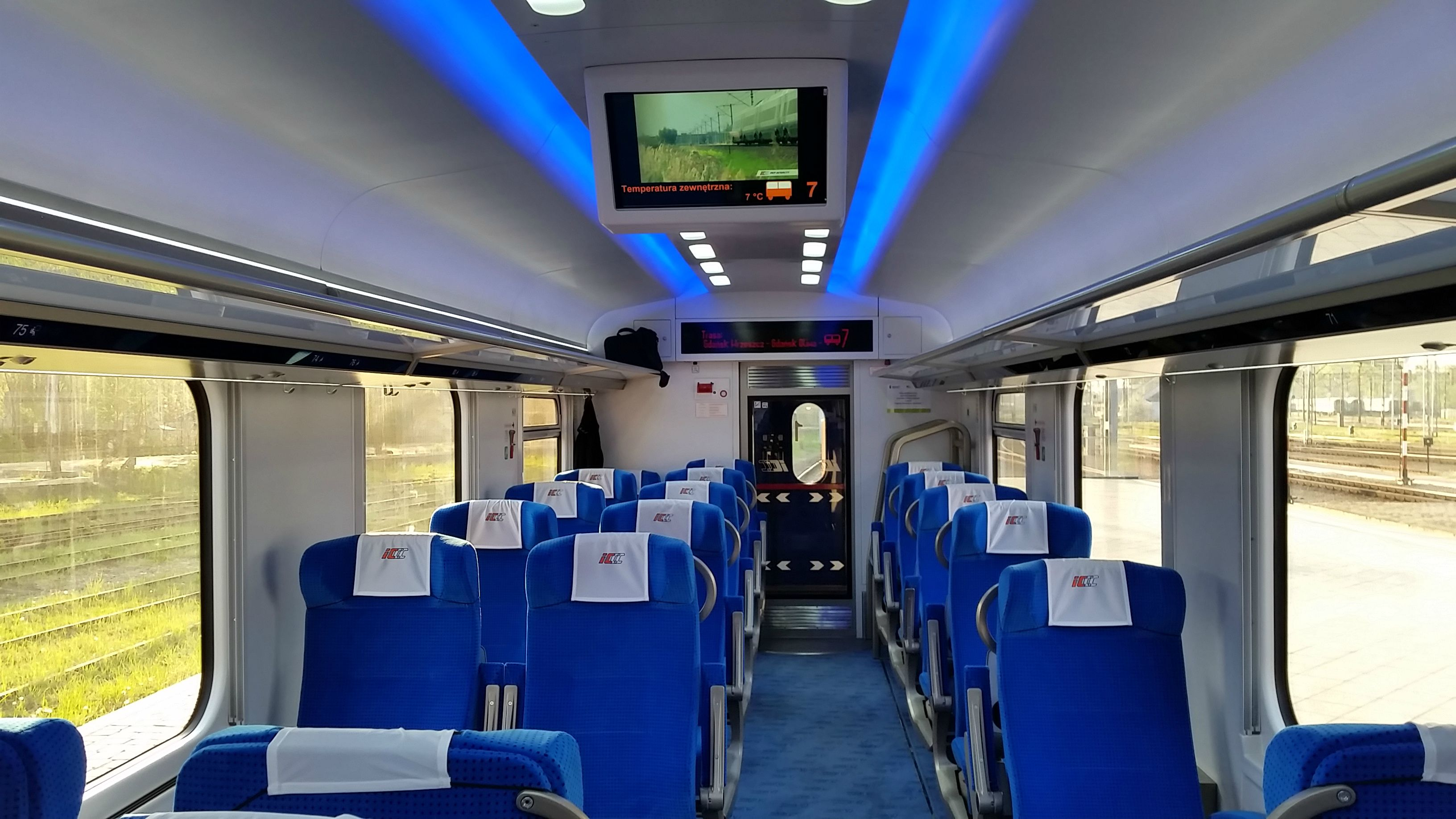
Wnętrze wagonu 158A (pierw. 164A)

Wagon 158A (pierw. 164A) to wagon bezprzedziałowy pierwszej klasy wyposażony w 54 siedzenia.

#### Wagony bezprzedziałowe drugiej klasy (154A, 154Aa i 159A)
Wagony 154A i 154Aa mają 80 siedzeń w układzie 2+2 zwróconych w stronę środka wagonu, rozmieszczonych niezależnie od układu okien (wykorzystano pudło wagonu pierwszej klasy zaprojektowane dla mniejszej liczby foteli). Centralnie umieszczono dwa stałe stoliki, dla pozostałych miejsc przewidziano rozkładane blaty w oparciach poprzedzających foteli. W trzech rogach przedziału pasażerskiego znajdują się półki bagażowe, a w czwartym przewidziano miejsce dla jednego wózka inwalidzkiego i zamontowano dwa dodatkowe uchylane siedzenia. W latach 1998–2001 montowano drzwi boczne IFE Waidhofen/Ybbs, a w 2002 Gebr. Bode Kassel.
Wagon bezprzedziałowy drugiej klasy 159A ma siedzenia w układzie 2+2 zwrócone w kierunku środka wagonu. W centralnej części zamontowano dwa stoliki. Półki bagażowe umieszczone są nad fotelami pasażerów i dodatkowo w dwóch rogach przedziału pasażerskiego.
Wagon 159A (pierw. 165A) to wagon bezprzedziałowy drugiej klasy z 72 siedzeniami w układzie 2+2 zwróconymi w kierunku środka wagonu i dodatkowo 8 wieszakami na rowery. W centralnej części zamontowano cztery stoliki, na końcu przedziału pasażerskiego znajdują się 2 stojaki na bagaż, a w części rowerowej jeden stojak.

#### Wagony sypialne (305Ab, 305Ad i 305Ad2)
305Ab mają trzy rodzaje przedziałów dla podróżnych. Obok ośmiu przedziałów sypialnych (2 klasy „luks” i 6 klasy 2/1) znajdują się w nim dwa przedziały z miejscami do leżenia (2×6 miejsc). Z tego powodu wagon nazywany jest sypialno-kuszetkowym.
Konstrukcja wagonu 305Ad sypialnego, opracowana przez Instytut Pojazdów Szynowych „Tabor”, bazuje na 305Ab. Pojazd ma tylko jedne drzwi zewnętrzne na bok. Przedziały klasy 1/2 wyposażone są w trzy łóżka składane na siedzenia, szafkę na ubrania i umywalkę z lustrem. Przedziały klasy A mają po dwa miejsca do spania, stoliki, indywidualne łazienki nie tylko z umywalką, ale także z kabiną prysznicową i toaletą. Dodatkowo wyposażone są w odtwarzacze DVD podłączone do telewizorów z ekranami LCD. Sąsiednie przedziały można łączyć parami poprzez odsuwaną ściankę. Poza przedziałami pasażerskimi jest także jeden przeznaczony dla obsługi. Zamontowano w nim kuchenkę mikrofalową, umywalkę lodówkę oraz panele do zarządzania wagonem, czyli systemami audio-wideo (w tym rozgłoszeniowym), alarmami (czujki antywłamaniowe w oknach i detektory ruchu) i monitoringiem (cztery kamery na korytarzu).
Wagon 305Ad2 powstał jako odmiana 305Ad, jako dedykowany kursowaniu na torach o rozstawie szyn 1435 mm zgodnie z wymaganiami UIC i 1520 mm zgodnie z przepisami OSŻD. W odróżnieniu od poprzednika nie ma przedziałów z łazienkami, jedynie 10 trzymiejscowych przedziałów klasy 2/1 (z możliwością łączenia w pary) i 2 przedziały do dyspozycji obsługującego wagon (jeden do pracy, drugi do wypoczynku). W dziennym przedziale konwojenta zainstalowano sprzęt kuchenny, m.in. kuchenkę mikrofalową, samowar, lodówkę, a ponadto urządzenia do kontroli monitoringu wagonu, wzmacniacz wagonowy i centralkę do sterowania układami wagonu. Wagon przystosowany jest do podłączenia różnych typów instalacji systemu rozgłoszeniowego (obu systemów kolejowych). Do pracy na szerokim torze dla 305Ad2 przewidziano wózek typu TWZCNII o prędkości maksymalnej 160 km/h.

#### Wagony restauracyjne (407A)
407A to wagon restauracyjny z 36 miejscami ulokowanymi przy 6 stolikach 4-osobowych i 6 stolikach 2-osobowych. Wszystkie siedzenia są uchylne, przy każdym stoliku znajduje się półka na bagaż, pojemnik na odpady, wieszak na odzież i roleta okienna.
Przedział kuchenny wyposażony jest w piekarnik parowy, płytę grzejną, okap, kuchenkę mikrofalową i zamrażarkę, a część barowa w 2 ekspresy do kawy, zmywarkę, lodówkę, witrynę chłodniczą, witrynę ekspozycyjną i zlew. Część barowa ma również roletę pozwalającą na zabezpieczenie części barowej i kuchennej przed dostępem osób nieupoważnionych. Za kuchnią znajduje się przedział magazynowy, naprzeciw którego znajdują się drzwi załadowcze. W dalszej części wagonu jest przedział służbowy z 2 łóżkami i szafą.
W wagonie znajduje się jedna toaleta w systemie zamkniętym dostępna jedynie dla personelu, w której znajduje się dodatkowo prysznic. Jedyna para drzwi (poza drzwiami załadowczymi) znajduje się na końcu wagonu od strony części restauracyjnej.

### Modernizacje
| Nowy typ   | Stary typ | Wykonawca | Rok przebudowy | Opis przebudowy                     |               |
| ---------- | --------- | --------- | -------------- | ----------------------------------- | ------------- |
| 152Az      | 152A      | Pesa      | 2004           | wymiana foteli                      | [ 28 ]        |
| 152AzRow   | 152Az     | Pesa      | 2005–2006      | zamontowano stojaki na rowery       | [ 28 ]        |
| 154A(a)Row | 154A(a)   | Pesa      | 2006–2007      | zamontowano stojaki na rowery       | [ 2 ]         |
| 508A       | 305Ab     | TS Opole  | 2007           | przebudowano na wagon konferencyjny | [ 63 ] [ 27 ] |
| 154Aa SMP  | 154Aa     | Pesa (?)  | 2012           | strefa małego podróżnika            | [ 64 ] [ 65 ] |

#### Wagon z fotelami wypoczynkowymi (152Az i 152AzRow)

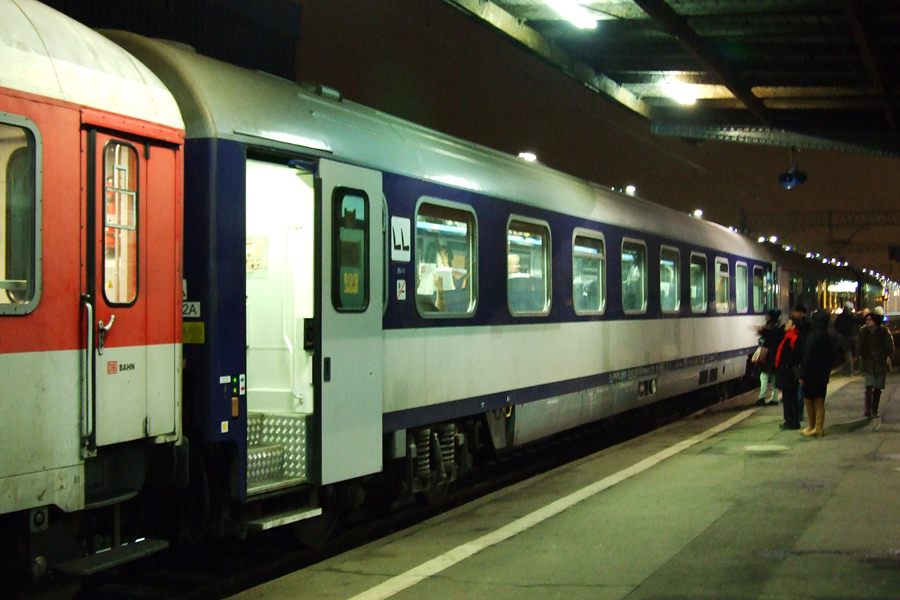
152Az w składzie pociągu Jan Kiepura

Przebudowa na 152Az polegała na zmianie aranżacji wnętrza na tzw. sleeperette, czyli wagon z fotelami wypoczynkowymi. Zamiast siedzeń pierwszej klasy zamontowano rozkładane fotele do pozycji półleżącej produkcji firmy TAPS z Łodzi. Liczba miejsc zmalała z 54 do 45, a klasa wagonu została zmieniona z 1 na 2. Kolejna modyfikacja (152AzRow) polegała na podmianie jednej półki bagażowej na trzy stojaki na rowery.

#### Wagony z wieszakami rowerowymi (154A(a)Row)
W miejsce półek bagażowych na jednym końcu przedziału pasażerskiego zamontowano po 4 wieszaki na rowery z każdej strony. Wśród dwunastu zmodernizowanych wagonów sześć o numerach od 007 do 012 otrzymało malowanie Berlin-Warszawa-Express.

#### Strefa małego podróżnika (154Aa)

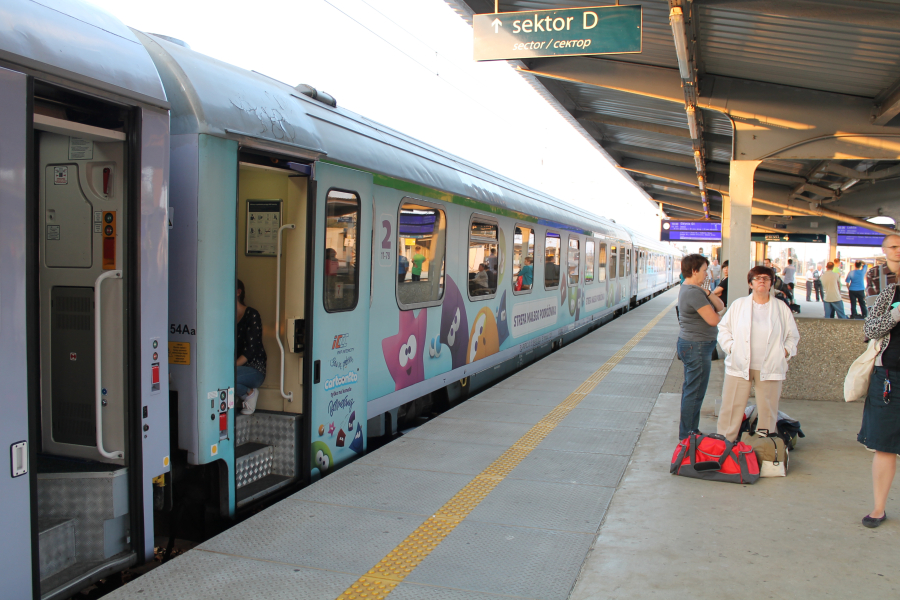
Wagon typu 154Aa ze strefą małego podróżnika

Nowe wagony powstały poprzez przebudowę bezprzedziałowych 154Aa. Całą przestrzeń pasażerską przemalowano umieszczając liczne kolorowe obrazki, a w jej środkowej części zdemontowano fotele i zaaranżowano placyk zabaw dla dzieci wyłożony i ogrodzony miękkimi materiałami. W środku znajdują się miękkie pufy do zabawy i siedzenia, czarna tablica do pisania kredą oraz monitory wyświetlające bajki z kanału Boomerang. Ponadto w toaletach zamontowano przewijaki dla niemowląt, a w przedsionku wydzielono miejsce na wózki dziecięce i większy bagaż. Liczba miejsc siedzących w wagonach zmalała z 80 do 54.

#### Wagon konferencyjny (508A)
Nowy wagon powstał na bazie sypialno-kuszetkowego 305Ab. Modernizator zmienił układ wnętrza – wstawiono stół konferencyjny z 28 krzesłami, a na ścianach zamontowano monitory do wyświetlania prezentacji multimedialnych. Wspólne konferencje mogą być prowadzone z podróżującymi w sąsiednim wagonie (np. 507A) dzięki opcji dwukierunkowej transmisji dźwięku i obrazu. W wagonie znajdują się także dodatkowy mniejszy, dźwiękoszczelny salonik, szatnia, kuchnia i dwie toalety. Do wyposażenia należy również bezprzewodowy punkt dostępu do internetu (Wi-Fi), urządzenia wzmacniające sygnał telefonii komórkowej, monitoring wnętrza i system przeciwpożarowy. Po przebudowie wagon posadowiono na wózkach z technologią SUW 2000 umożliwiających jazdę także po torach o rozstawie szyn 1520 mm z zachowaniem prędkości maksymalnej 200 km/h.

### Schematy wagonów

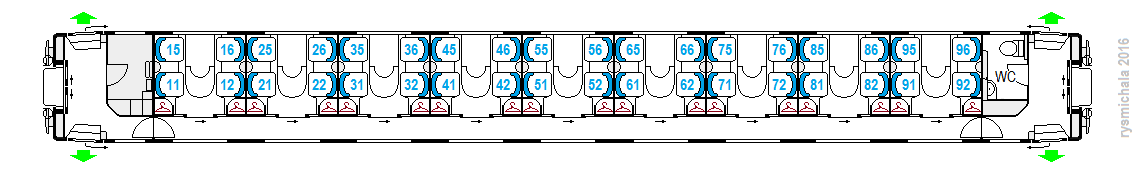
145Ac
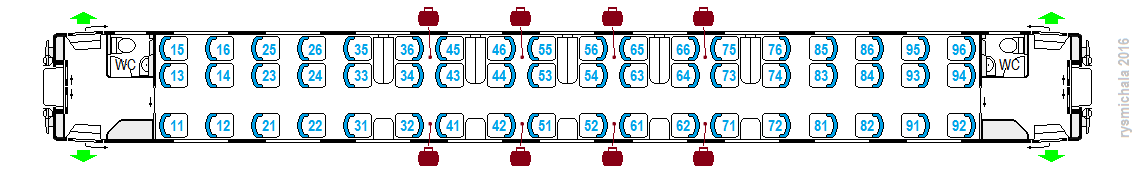
152A
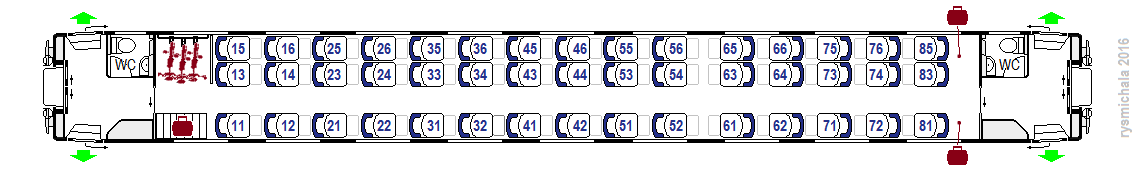
152Azrow (modernizacja)
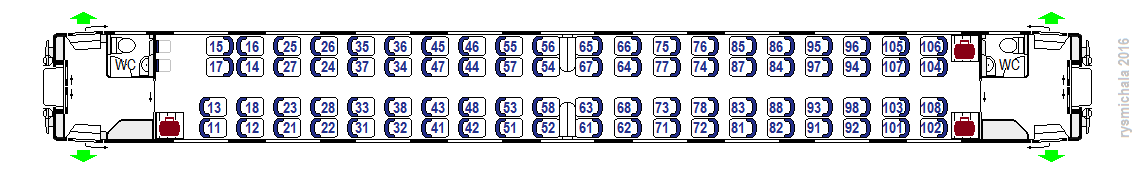
154A
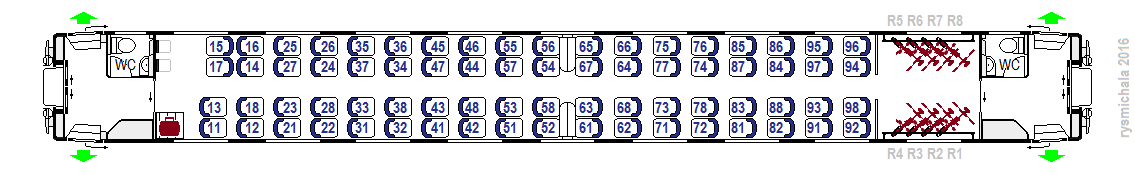
154Arow
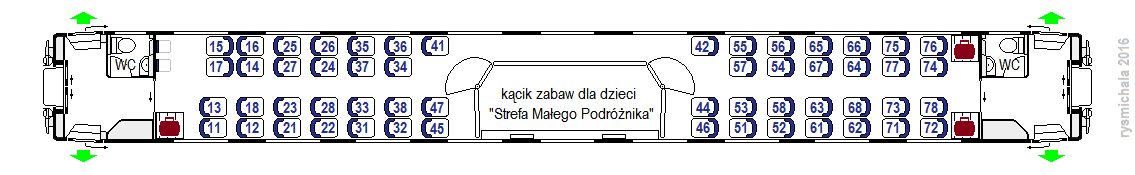
154Aa SMP (modernizacja)
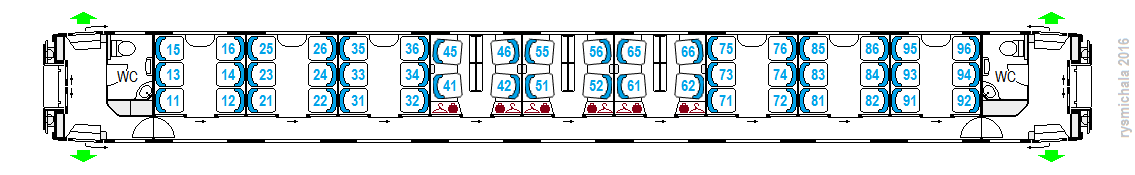
156A
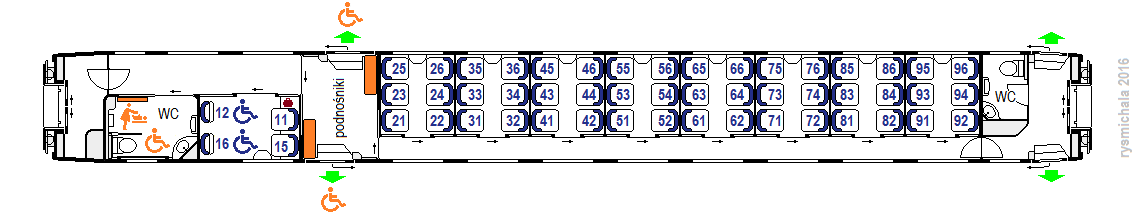
157Aa
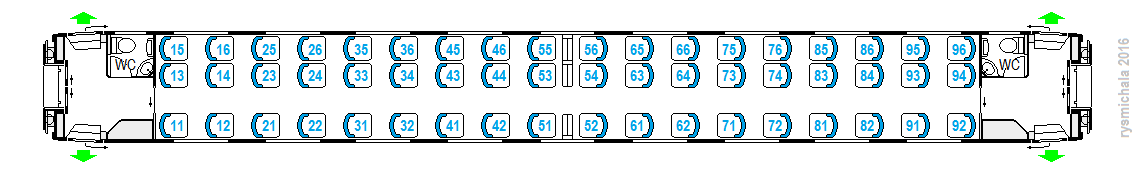
158A
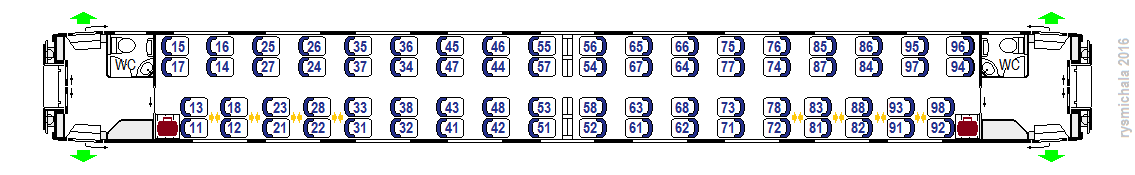
159A
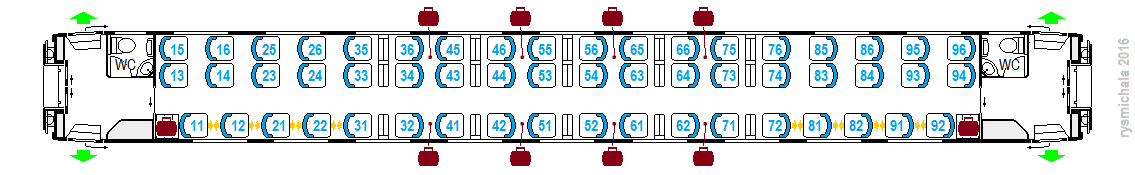
158A (pierw. 164A)
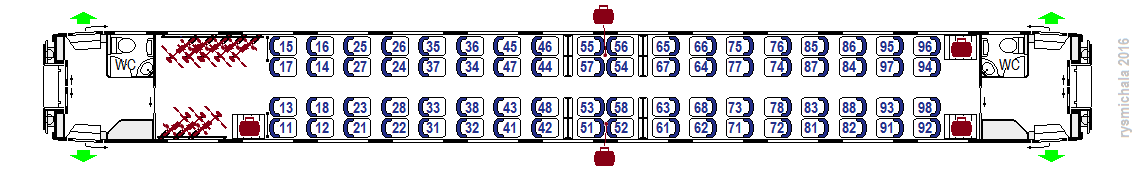
159A (pierw. 165A)
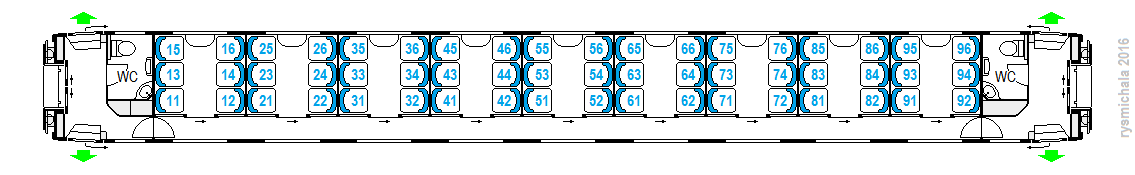
156A (pierw. 166A)
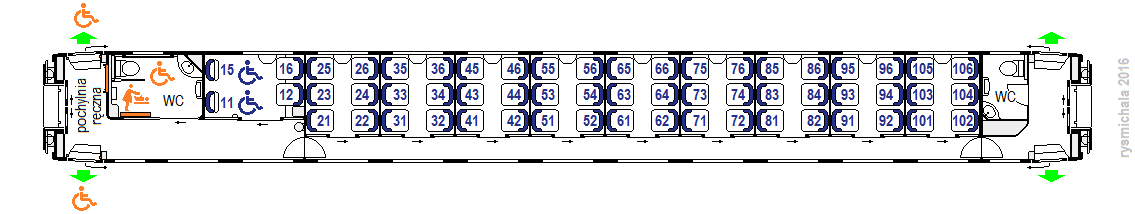
156A (pierw. 167A)

## Eksploatacja
| Państwo  | Przewoźnik         | Typ                | Lata eksploatacji | Liczba (pierwotna) | Suma wagonów danego przewoźnika |                            |
| -------- | ------------------ | ------------------ | ----------------- | ------------------ | ------------------------------- | -------------------------- |
| Białoruś | Koleje Białoruskie | 305Ad2             | od 2008           | 2                  | 2                               | [ 68 ]                     |
| Polska   | PKP Intercity      | 145Ac              | od 2000           | 2                  | 136                             | [ 3 ]                      |
| Polska   | PKP Intercity      | 152A               | od 1998           | 11 (15)            | 136                             | [ 1 ]                      |
| Polska   | PKP Intercity      | 152Aa              | od 2000           | 9                  | 136                             | [ 1 ]                      |
| Polska   | PKP Intercity      | 152Az              | od 2004           | 4                  | 136                             | [ 1 ] [ 28 ]               |
| Polska   | PKP Intercity      | 154A               | od 1998           | 3 (10)             | 136                             | [ 2 ]                      |
| Polska   | PKP Intercity      | 154Aa              | od 1999           | 23 (30)            | 136                             | [ 2 ]                      |
| Polska   | PKP Intercity      | 154ARow            | od 2006           | 7                  | 136                             | [ 2 ]                      |
| Polska   | PKP Intercity      | 154AaRow           | od 2006           | 5                  | 136                             | [ 2 ]                      |
| Polska   | PKP Intercity      | 154Aa SMP          | od 2012           | 2                  | 136                             | [ 64 ] [ 65 ]              |
| Polska   | PKP Intercity      | 156A               | od 2012           | 7                  | 136                             | [ 4 ] [ 40 ] [ 44 ] [ 69 ] |
| Polska   | PKP Intercity      | 156A (pierw. 166A) | od 2014           | 4                  | 136                             | [ 6 ]                      |
| Polska   | PKP Intercity      | 156A (pierw. 167A) | od 2014           | 8                  | 136                             | [ 6 ]                      |
| Polska   | PKP Intercity      | 157Aa              | od 2016           | 2                  | 136                             | [ 40 ] [ 44 ] [ 69 ]       |
| Polska   | PKP Intercity      | 158A               | od 2010           | 7                  | 136                             | [ 4 ] [ 40 ] [ 44 ] [ 69 ] |
| Polska   | PKP Intercity      | 158A (pierw. 164A) | od 2015           | 4                  | 136                             | [ 61 ]                     |
| Polska   | PKP Intercity      | 159A               | od 2010           | 16                 | 136                             | [ 4 ] [ 40 ] [ 44 ] [ 69 ] |
| Polska   | PKP Intercity      | 159A (pierw. 165A) | od 2014           | 9                  | 136                             | [ 61 ]                     |
| Polska   | PKP Intercity      | 305Ab              | 2000–2007         | 0 (1)              | 136                             | [ 27 ]                     |
| Polska   | PKP Intercity      | 305Ad              | od 2004           | 10                 | 136                             | [ 27 ]                     |
| Polska   | PKP Intercity      | 407A               | od 2016           | 2                  | 136                             | [ 40 ] [ 44 ] [ 69 ]       |
| Polska   | PKP Intercity      | 508A               | od 2007           | 1                  | 136                             | [ 63 ]                     |

### Koleje Białoruskie

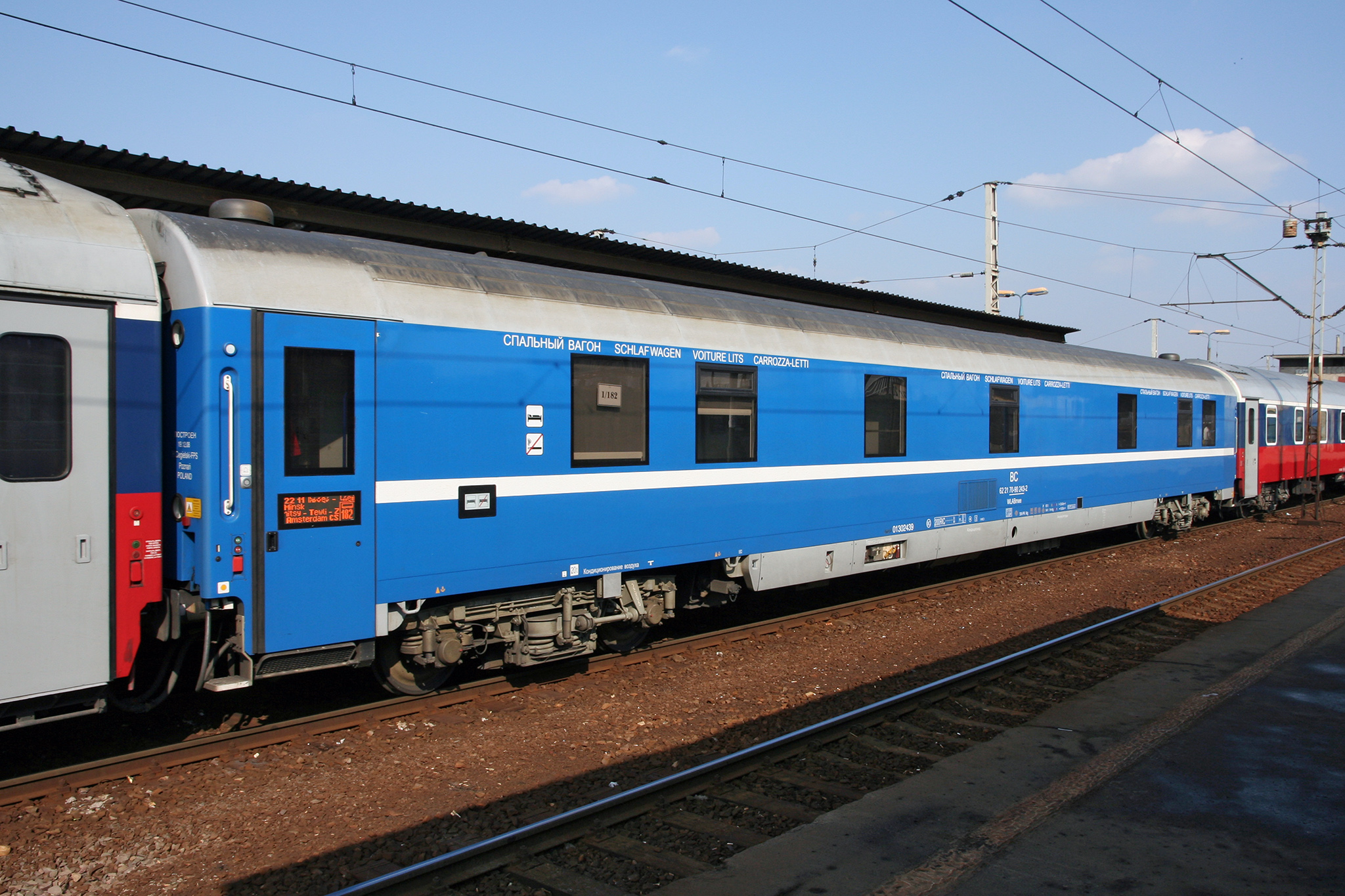
Wagon 305Ad2 Kolei Białoruskich

W 2008 zakłady Cegielskiego dostarczyły dwa wagony sypialne typu 305Ad2 dla Kolei Białoruskich. Białoruskie 305Ad2 skierowano do obsługi pociągów z Mińska do Bazylei i Amsterdamu.

### PKP Intercity

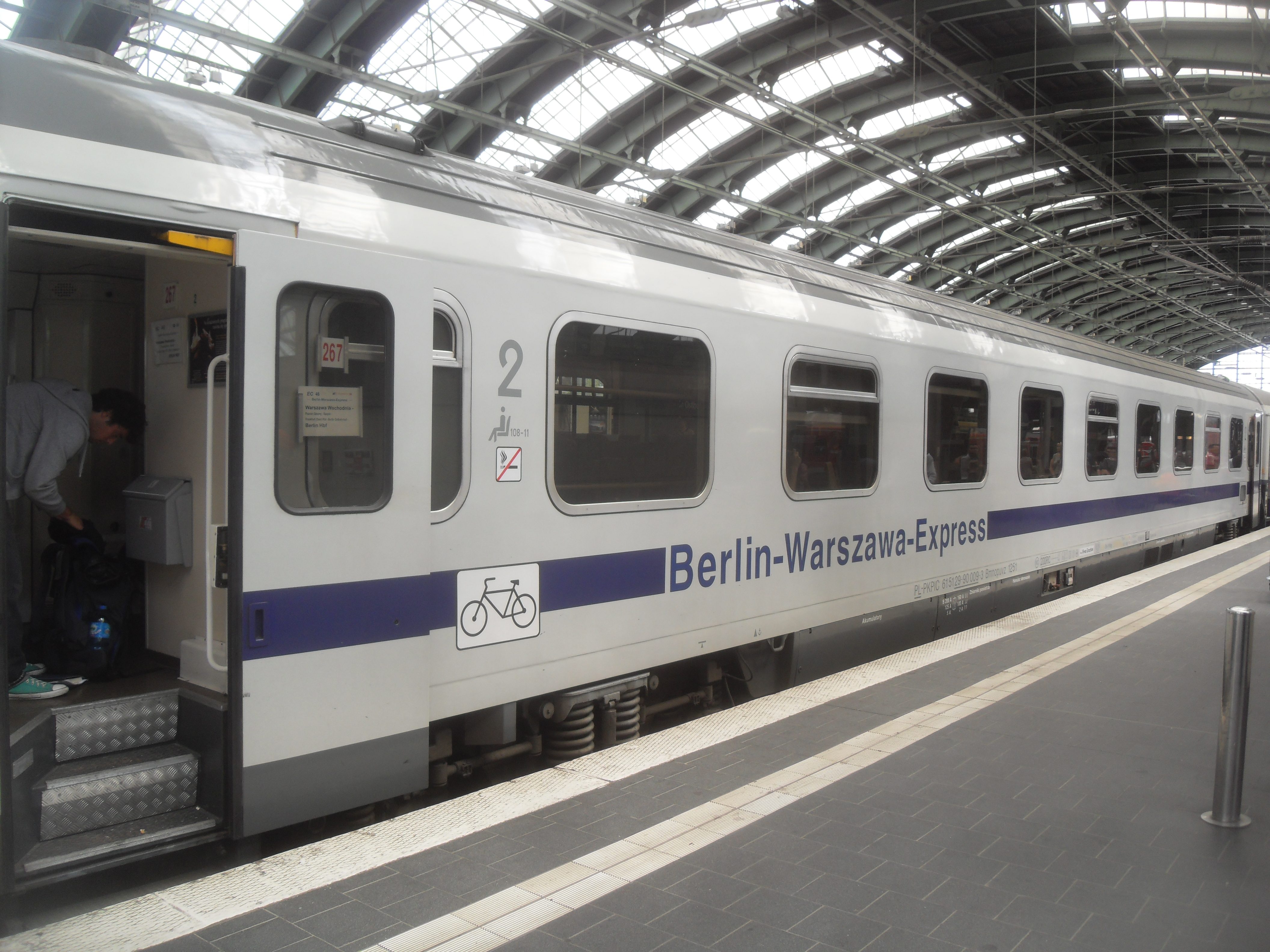
154ARow na Berlin Ostbahnhof

#### Pierwsze HCP Z1 – 152A, 154A i ich modernizacje
Do 1997 PKP posiadało 50 wagonów dostosowanych do prędkości Z1, wszystkie produkcji ABB Adtranz. W 1998 rozpoczęło wprowadzanie polskich Z1 z zakładów Cegielskiego – otrzymało 15 sztuk 152A i 10 typu 154A. Do 2003 dostarczono jeszcze 9 sztuk 152Aa i 25 sztuk 154Aa. Sześć wagonów 154A zostało przeznaczonych do obsługi połączenia Berlin-Warszawa-Express, a 10 grudnia 2006 po dwa 154A(a) zaczęto włączać do EuroCity Wawel kursującego z Krakowa do Berlina (lub Hamburga Altony). Pozostałe 152A(a) i 154A(a) służą głównie w komunikacji krajowej i tylko wyjątkowo włączane są do składów międzynarodowych. 154A wykorzystane były np. 12 czerwca 2008 w składzie EC Polonia do Wiednia jako dodatkowe wagony dla kibiców jadących na Mistrzostwa Europy w piłce nożnej.

#### Wagony specjalne – dla biznesmenów i dzieci

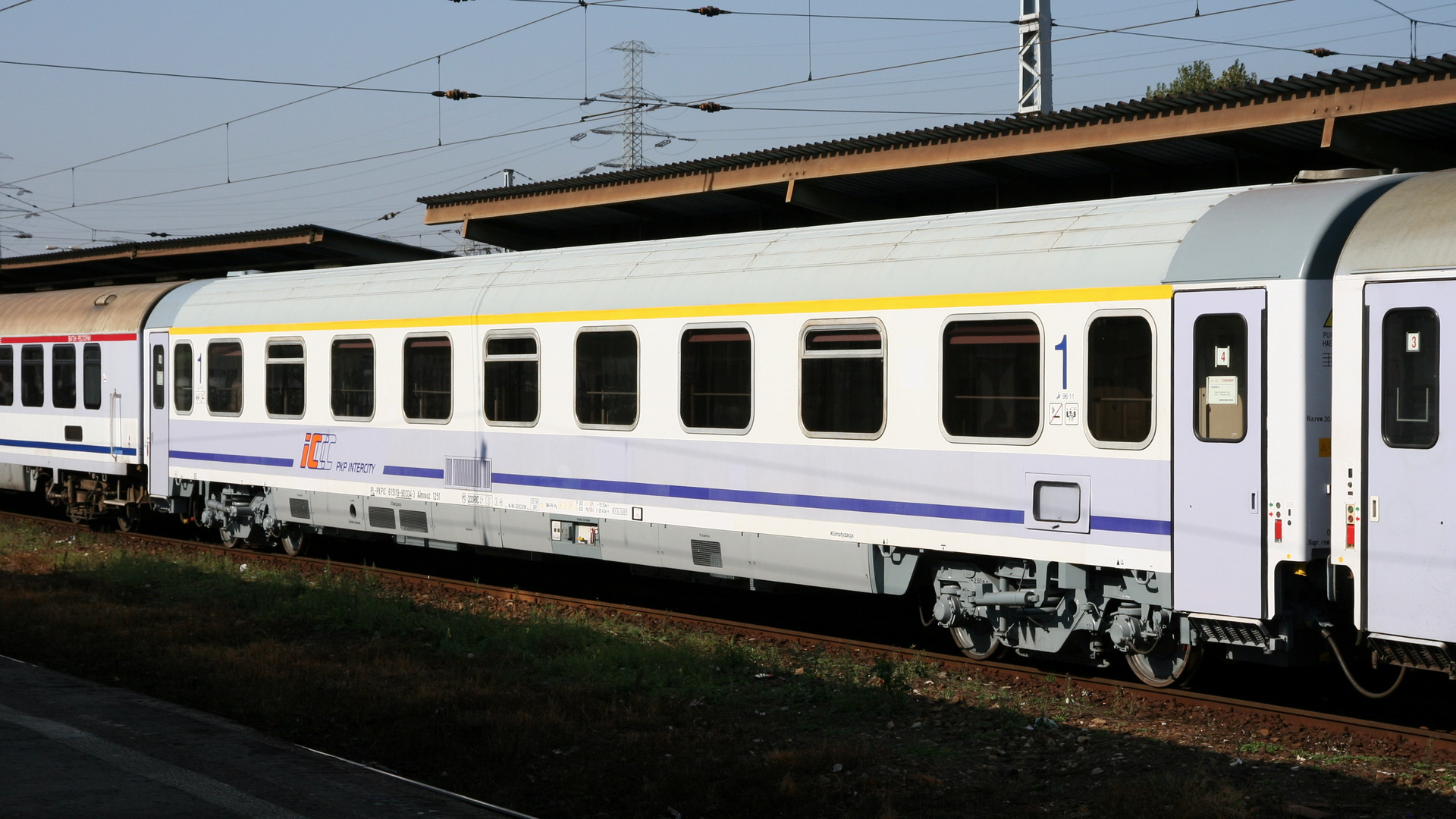
145Ac posiada tylko przedziały klasy biznes

Wagony 145Ac wyposażone jedynie w przedziały biznesowe używane są tylko w ruchu krajowym. Początkowo jeździły w składzie IC Lech (Warszawa – Poznań), a w 2008 IC Fredro (Warszawa – Poznań – Wrocław). Do obsługi klientów biznesowych PKP IC posiada także zbudowany w 2007 na podstawie 305Ab jeden wagon konferencyjny 508A. W marcu 2015 oba wagony 145Ac skierowano do obsługi pociągu TLK Łodzianin jako wagony pierwszej klasy.
Wagon Strefa małego podróżnika powstał na bazie bezprzedziałowego 154Aa. Modyfikację wnętrza zaprojektowało PKP Intercity we współpracy z telewizją Boomerang. Jest to pierwszy wagon przystosowany jako cały do podróży małych dzieci – przewoźnik wcześniej eksploatował jedynie wagony z pojedynczymi przedziałami przeznaczonymi dla dzieci (5 sztuk typu Bautzen Z2B). Oprócz zmiany aranżacji wnętrza PKP Intercity oferuje także w pociągach prowadzących wagon specjalne menu Warsu dla dzieci. Dziecięcy wagon rozpoczął kursowanie 9 lipca 2012 i był włączany głównie do ekspresów między Warszawą Wschodnią i Gdynią Główną. Później przesunięto go na relację Warszawa – Zakopane i wprowadzono do eksploatacji drugi podobny wagon na trasę Warszawa – Katowice – Bielsko Biała.

#### Nocne 152Az, 305Ab i 305Ad

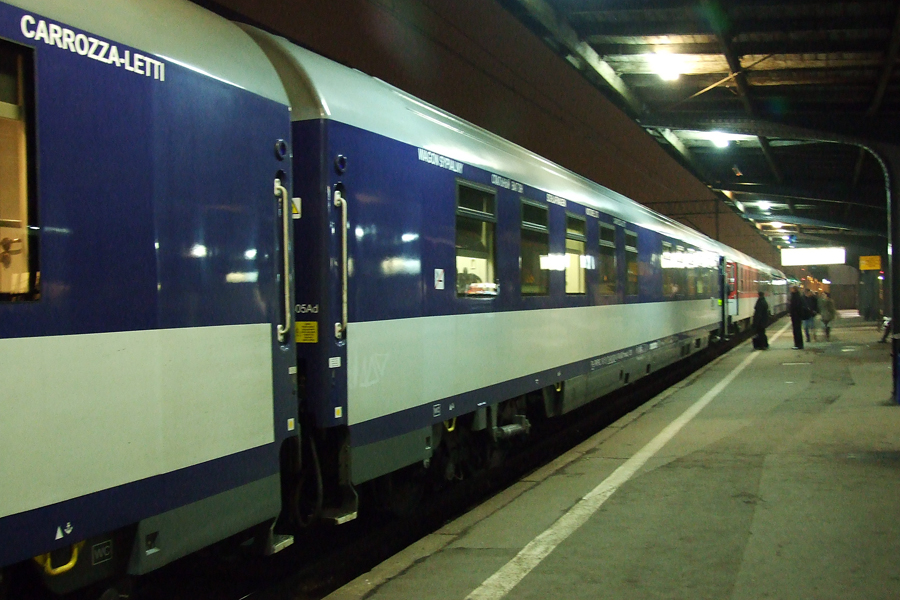
305Ad w składzie pociągu Jan Kiepura

Pierwszym nocnym wagonem standardu Z1 w PKP Intercity był 305Ab, który miał zarówno przedziały sypialne, jak i z miejscami do leżenia. Ze względu na nietypowe rozplanowanie wnętrza został przypisany do serii „S” (wagon socjalny) i nie był nigdy użytkowany planowo.
W 2004 PKP uzupełniło swój tabor z myślą o obsłudze pociągu Jan Kiepura, który odzyskał kategorię EuroNight i został wydłużony do Brukseli, a w Niemczech jego prędkość maksymalna została podniesiona do 200 km/h. Przewoźnik stanął przed koniecznością dostarczenia do składu pociągu wagonów dostosowanych do tej prędkości. Wcześniej dostarczane (np. kuszetka 134Ab) miały dopuszczenie do maksymalnie 160 km/h. PKP zakupiło 10 wagonów sypialnych 305Ad i przebudowało posiadane cztery 152A na wagony sleeperette typu 152Az. Ostatecznie do obu składów obsługujących Jana Kiepurę włączono po dwa 305Ad i po jednym 152Az. Pozostałe wagony do Jana Kiepury dostarczyło Deutsche Bahn. Między innymi z powodu opóźnień w dostawach 305Ad rozpoczętych się 12 maja 2004, pociąg zaczął kursować 12 czerwca 2004, mimo że pierwotnie start planowano na 30 kwietnia. 9 grudnia 2006 zmieniono stację docelową Jana Kiepury na Frankfurt nad Menem, a równo rok później na Amsterdam Centraal.
Pozostałe zamówione dla Jana Kiepury wagony przeznaczono dla innych pociągów (np. planowo cztery 305Ad w składach Chopina lub 152Az w komunikacji krajowej jako zastępstwo wagonów pierwszej klasy) oraz stanowiły rezerwę taborową (2×152Az i 4×305Ad). Zapas 152Az nie zawsze był wystarczający.
W grudniu 2016 zlikwidowano połączenie EN Jan Kiepura, a obsługujące go wagony skierowano do obsługi połączeń krajowych. W grudniu 2017 wagony 152Az ponownie skierowano do obsługi połączeń międzynarodowych, tym razem do Pragi.

#### Nowa generacja – 156A–159A, 164A–167A i 407A

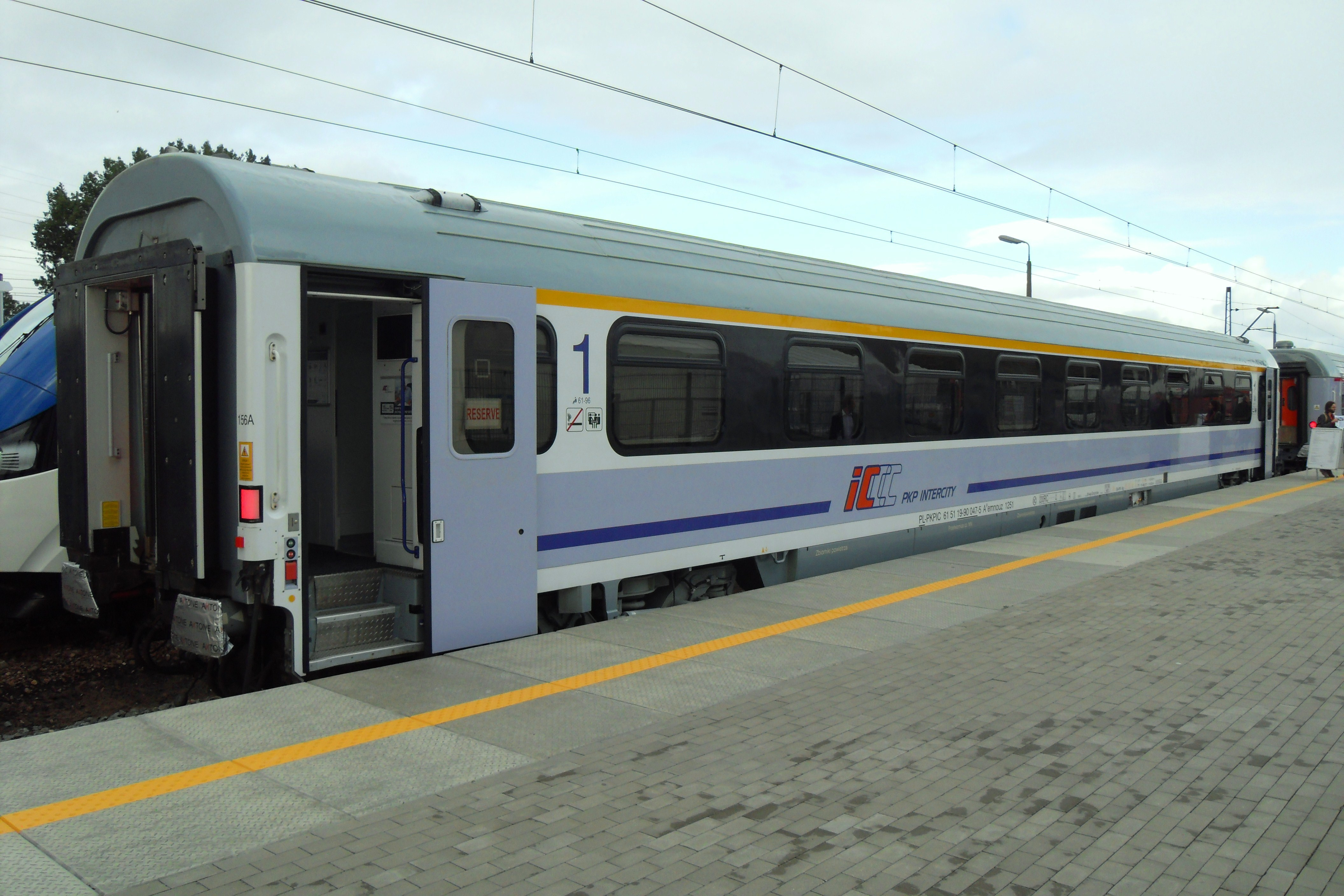
156A – wagon 1 klasy z przedziałami biznesowymi

Na mocy zawartej 8 kwietnia 2008 umowy FPS miał dostarczyć PKP Intercity 17 wagonów pasażerskich: 3×156A, 3×157A, 3×158A i 8×159A. Dostawy rozpoczęły się w 2010 od trzech jedynek 158A. W tym samym roku dostarczono jeszcze trzy 159A. 4 października 2010, ze względu na opóźnienie realizacji kontraktu, podpisano trójstronne porozumienie między przewoźnikiem, producentem a ubezpieczycielem. Na jego mocy ubezpieczalnia zwróciła PKP Intercity zaliczkę w wysokości ponad 21 mln złotych i ostatecznie dostarczono tylko 14 wagonów, przewoźnik zrezygnował z typu 157A. Nowe wagony przeznaczono do obsługi połączeń klasy Express InterCity i EuroCity.
18 października 2012 PKP Intercity podpisało umowę z FPS na zakup 25 nowych wagonów pasażerskich przystosowanych minimum do prędkości 160 km/h dla obsługi połączenia TLK z Wrocławia do Gdyni. FPS zaproponował wagony 164A, 165A, 166A i 167A, dostosowane do prędkości 200 km/h spełniające założenia kart UIC dla typu Z1. FPS rozpoczął realizację tego kontraktu na początku stycznia 2014 dostarczając cztery sztuki 166A i dwie 167A oznaczone później jako typ 156A. Po dostarczeniu trzech kolejnych 167A z nowych wagonów zestawiono skład pociągu TLK Mieszko, który w połowie kwietnia 2014 rozpoczął kursowanie na opisanej wyżej trasie. Kolejne 3 wagony 167A dostarczono w lipcu, dzięki czemu na początku sierpnia możliwe było zestawienie drugiego składu do obsługi TLK Przemysław. Pomiędzy wrześniem 2014 a lutym 2015 dostarczono 9 wagonów 165A oznaczonych później jako typ 159A. Docelowo wagony z tego zamówienia mają utworzyć 4 zestawy, każdy składający się z 6 nowych wagonów i z 1 posiadanego wcześniej przez PKP Intercity wagonu barowego.
15 maja 2015 PKP IC podpisało z FPS umowę na dostawę 20 nowych wagonów do obsługi połączeń EIC między Warszawą a Szczecinem: 4×156A, 2×157Aa, 4×158A, 8×159A i 2×407A. Wagony zostały dostarczone pod koniec roku. 30 grudnia 4 różne wagony z tego zamówienia zostały zaprezentowane na dworcu Warszawa Wschodnia.